# AVN Award

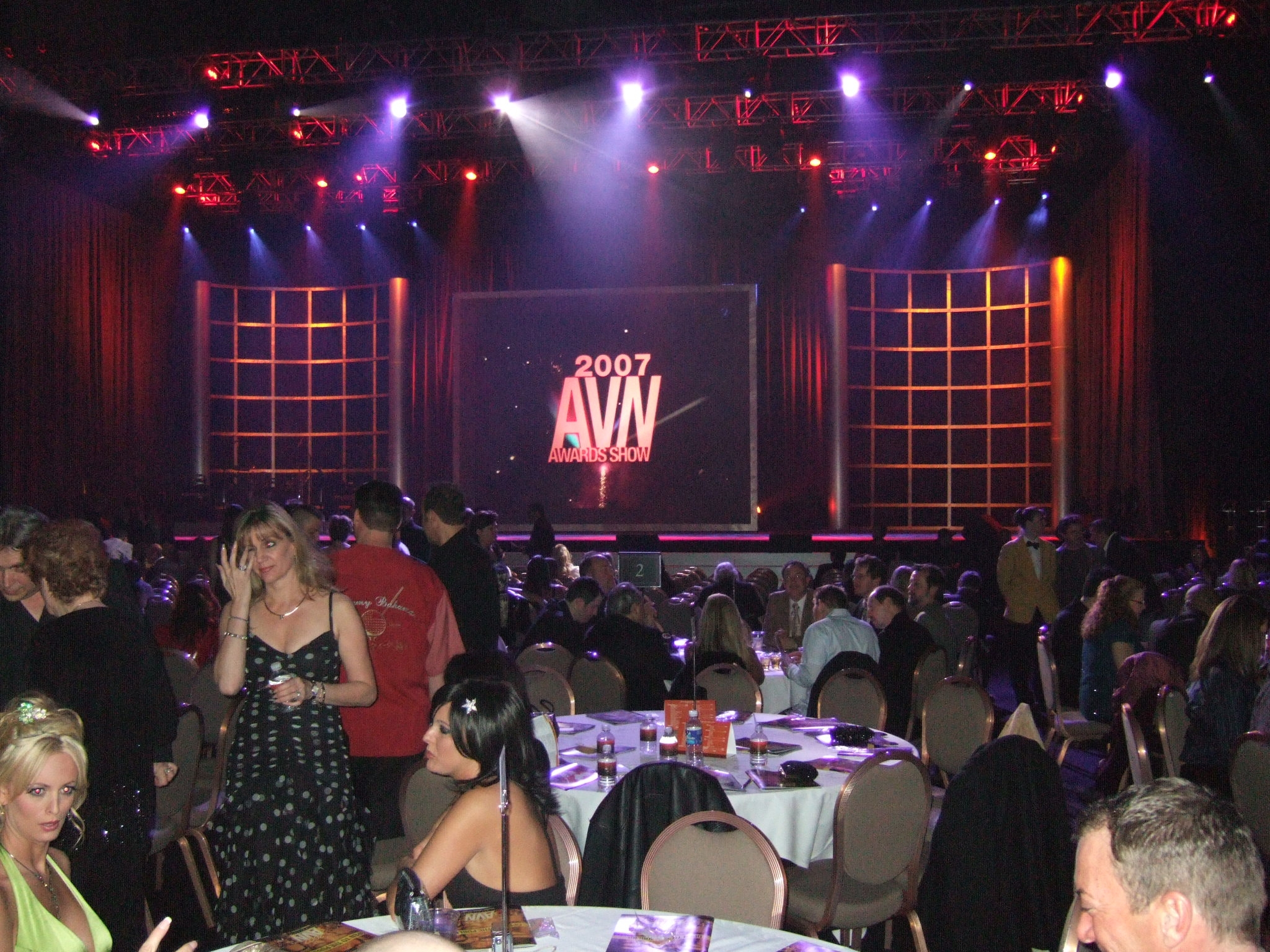
Publikum bei den AVN Awards 2007

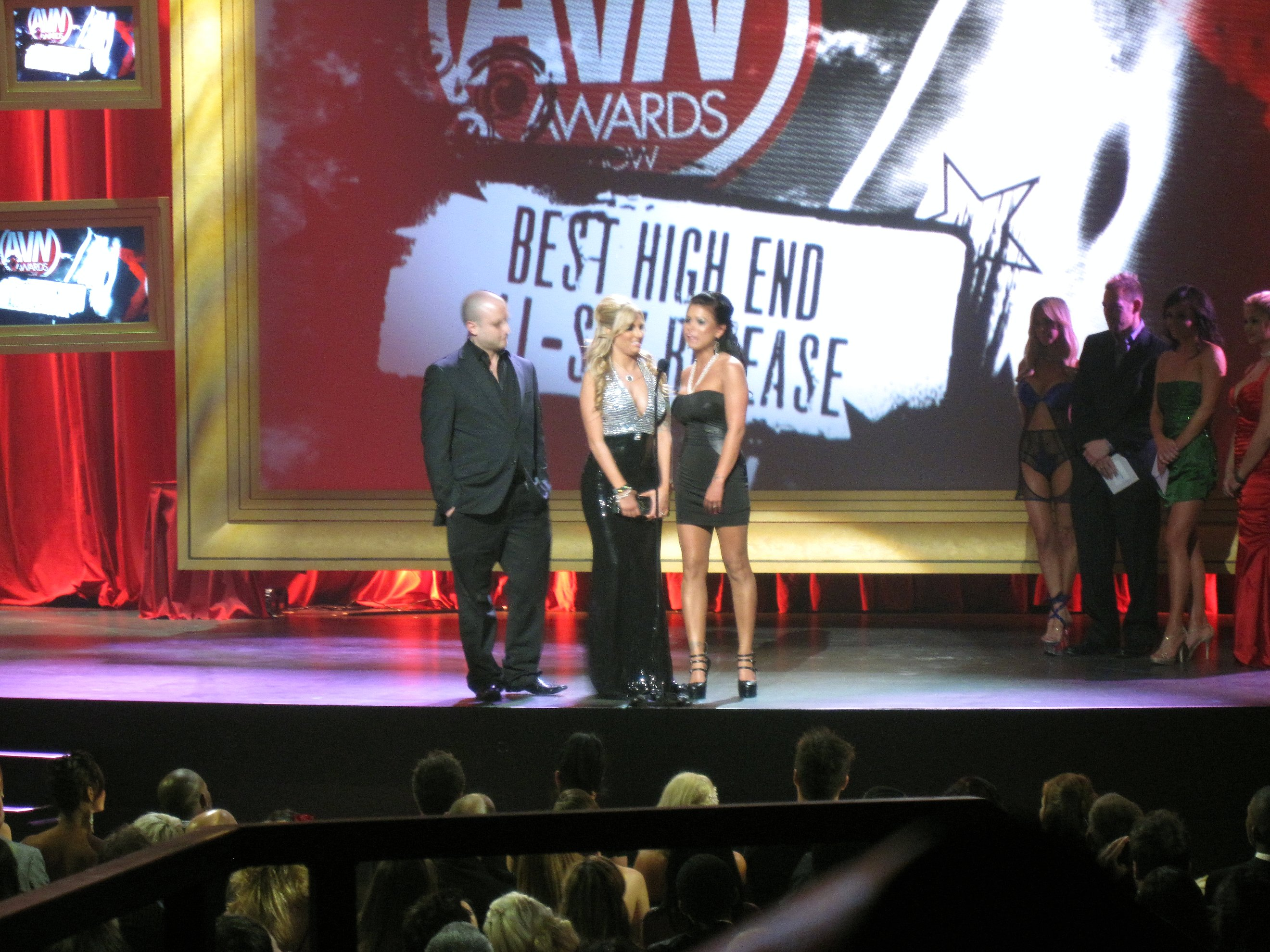
Bühne bei den AVN Awards 2010

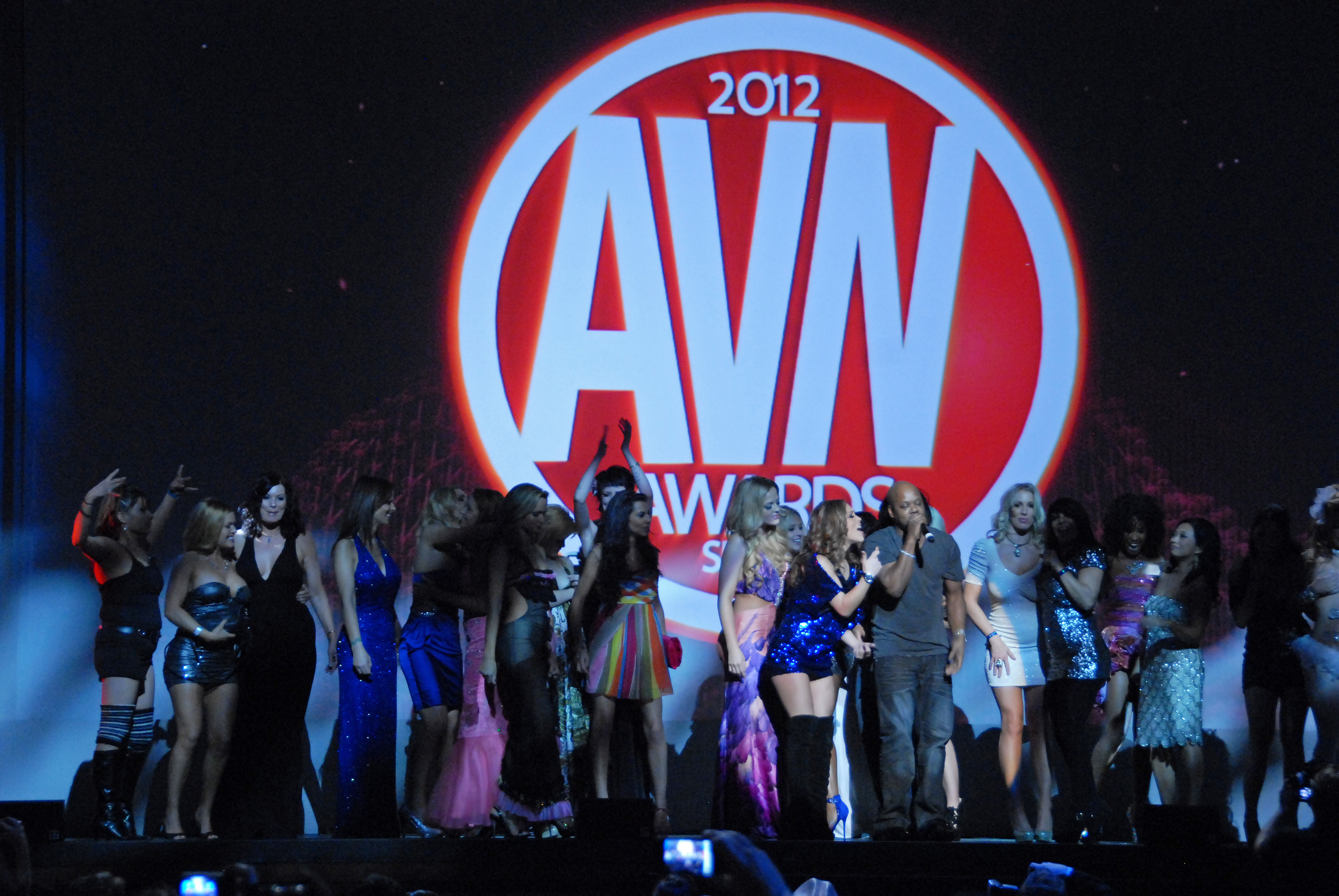
Darsteller bei den AVN Awards 2012

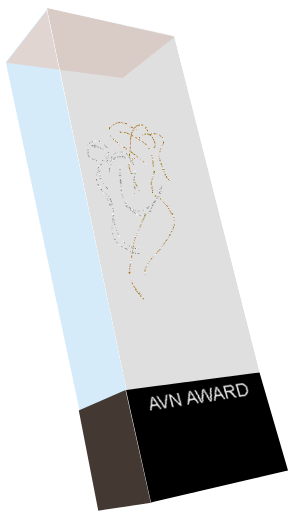
AVN Award

Der AVN Award ist ein Filmpreis der US-Erotikbranche, der seit 1984 jährlich im Januar in Las Vegas, USA, vergeben wird. Die Abkürzung AVN steht für Adult Video News. AVN ist ein Medienunternehmen mit Sitz in Chatsworth, Kalifornien. Zu AVN gehört eine Reihe von anderen Geschäftsbereichen, wie diverse Print- und Online-Magazine sowie auch Verbrauchermessen.
Der Preis gilt als „Oscar der Pornobranche“. 2025 wurde er in 120 verschiedenen Kategorien vergeben.

## Allgemeines
Die AVN Award Show gilt als die größte Veranstaltung in der Branche wird seit 1984 veranstaltet und findet traditionell Mitte Januar am letzten Abend der AVN Adult Entertainment Expo statt. Die Award Show wird jedes Jahr von einem anderen Star der Branche moderiert. Die ersten AVN Awards wurden 1984 verliehen. Der Film Scoundrels des Regisseurs Cecil Howard war der erste Film, der mit dem Award „Best Film“ ausgezeichnet wurde.
Aufgrund der umfangreichen Kategorien, des Prestiges und der Größe der Show (ca. 3.000 Gäste nach eigenen Angaben) werden die AVN Awards oft als die „Porno-Oscars“ bezeichnet.
Es können über 180 unterschiedliche Preise wie Best Film, Best Director, Best Audio, Best Editing, Best Actor, Best Marketing Campaign, Best DVD Packaging, Best Art Direction, Best Special Effects, Best Screenplay, Best Comedy, Best Sex Scene in 8 verschiedenen Hauptkategorien (Production, Performer, Director, Sex Scene, Technical, Speciality, Marketing, Special) gewonnen werden. Die Preise in den einzelnen Kategorien werden für besondere Leistungen, die erfolgreichsten Filme und die Entwicklung der Unterhaltungsindustrie für Erwachsene vergeben. Im Rahmen der Show werden jedoch nicht alle Preise an die Ausgezeichneten übergeben. Im Rahmen der Show erhalten nur die Gewinner der sogenannten Major Awards ihre Auszeichnung überreicht.
Nach Angaben der Veranstalter werden die Gewinner durch Abstimmung unter „qualifizierten Insidern der (Porno-) Branche und Kollegen“ (“a vote of qualified industry peers and fellow professionals”) bestimmt.
Die Kriterien für den Preis sind nur bedingt präzise, rund 60 Juroren bewerten jährlich 6000 Filme. Laut dem AVN-Präsidenten Paul Fishbein gibt es jedoch zumindest gewisse Ausschlusskriterien: wenn im Film z. B. noch die Stimme des Regisseurs zu hören ist oder wenn klar ist, dass der Kameramann abgelenkt ist.
Tyla Wynn erklärte anlässlich der Verleihung eines AVN-Szenen-Awards 2006, dass sie Schwierigkeiten habe, sich an die Szene zu erinnern, für die sie den Preis bekam. Sie hatte innerhalb eines Jahres an rund 150 Filmen mitgewirkt.
Prominente Gewinner in der Kategorie „Best Selling Title of the Year“ waren im Jahr 2005 das in die Schlagzeilen geratene Video mit Paris Hilton und in den Jahren 2004 und 2002 die Produktionen von Rapper Snoop Doggy Dogg.
Eine vollständige Historie zu den Gewinnern in den einzelnen Kategorien findet sich auf der Website der Award Show.

## Gewinner

### Performer Awards

#### Female Performer of the Year
- 1993: Ashlyn Gere
- 1994: Debi Diamond
- 1995: Asia Carrera
- 1996: Kaitlyn Ashley
- 1997: Missy
- 1998: Stephanie Swift
- 1999: Chloe
- 2000: Inari Vachs
- 2001: Jewel De’Nyle
- 2002: Nikita Denise
- 2003: Aurora Snow
- 2004: Ashley Blue
- 2005: Lauren Phoenix
- 2006: Audrey Hollander
- 2007: Hillary Scott
- 2008: Sasha Grey
- 2009: Jenna Haze
- 2010: Tori Black
- 2011: Tori Black
- 2012: Bobbi Starr
- 2013: Asa Akira
- 2014: Bonnie Rotten
- 2015: Anikka Albrite
- 2016: Riley Reid
- 2017: Adriana Chechik
- 2018: Angela White
- 2019: Angela White
- 2020: Angela White
- 2021: Emily Willis
- 2022: Gianna Dior
- 2023: Kira Noir
- 2024: Vanna Bardot
- 2025: Anna Claire Clouds

#### Male Performer of the Year
- 1993: Rocco Siffredi
- 1994: Jonathan Morgan
- 1995: Jon Dough
- 1996: Rocco Siffredi
- 1997: T. T. Boy
- 1998: Tom Byron
- 1999: Tom Byron
- 2000: Lexington Steele
- 2001: Evan Stone
- 2002: Lexington Steele
- 2003: Lexington Steele
- 2004: Michael Stefano
- 2005: Manuel Ferrara
- 2006: Manuel Ferrara
- 2007: Tommy Gunn
- 2008: Evan Stone
- 2009: James Deen
- 2010: Manuel Ferrara
- 2011: Evan Stone
- 2012: Manuel Ferrara
- 2013: James Deen
- 2014: Manuel Ferrara
- 2015: Mick Blue
- 2016: Mick Blue
- 2017: Mick Blue
- 2018: Markus Dupree
- 2019: Manuel Ferrara
- 2020: Small Hands
- 2021: Small Hands
- 2022: Tommy Pistol
- 2023: Seth Gamble
- 2024: Isiah Maxwell
- 2025: Vince Karter

#### Best New Starlet
- 1984: Rachel Ashley
- 1985: Ginger Lynn
- 1986: Angel
- 1987: Barbara Dare
- 1988: Samantha Strong
- 1989: Aja
- 1990: Victoria Paris und Tori Welles (Doppelehrung)
- 1991: Jennifer Stewart
- 1992: Savannah
- 1993: Alex Jordan
- 1994: Shayla LaVeaux
- 1995: Kylie Ireland
- 1996: Jenna Jameson
- 1997: Missy
- 1998: Johnni Black
- 1999: Alisha Klass
- 2000: Bridgette Kerkove
- 2001: Tera Patrick
- 2002: Violet Blue
- 2003: Jenna Haze
- 2004: Stormy
- 2005: Cytherea
- 2006: McKenzie Lee
- 2007: Naomi
- 2008: Bree Olson
- 2009: Stoya
- 2010: Kagney Linn Karter
- 2011: Gracie Glam
- 2012: Brooklyn Lee
- 2013: Remy LaCroix
- 2014: Mia Malkova
- 2015: Carter Cruise
- 2016: Abella Danger
- 2017: Holly Hendrix
- 2018: Jill Kassidy
- 2019: Ivy Wolfe
- 2020: Gianna Dior
- 2021: Scarlit Scandal
- 2022: Blake Blossom
- 2023: Charly Summer
- 2024: Chanel Camryn
- 2025: Gal Ritchie

#### Best Male Newcomer
- 2003: Nick Manning
- 2004: Ben English
- 2005: Tommy Gunn
- 2006: Scott Nails
- 2007: Tommy Pistol
- 2008: Alan Stafford
- 2009: Anthony Rosano
- 2010: Dane Cross
- 2011: Seth Gamble
- 2012: Xander Corvus
- 2013: Logan Pierce
- 2014: Ike Diezel
- 2015: Rob Piper
- 2016: Brad Knight
- 2017: Ricky Johnson
- 2018: Juan „El Caballo“ Loco
- 2019: Jason Luv
- 2020: Will Pounder
- 2021: Alex Mack
- 2022: Anton Harden
- 2023: Lucky Fate
- 2024: Hollywood Cash
- 2025: Chocolate God

#### Foreign/International Female Performer of the Year
- 2003: Rita Faltoyano
- 2004: Mandy Bright
- 2005: Katsuni
- 2006: Katsuni
- 2007: Katsuni
- 2008: Monica Mattos
- 2009: Eve Angel
- 2010: Aletta Ocean
- 2011: Angel Dark
- 2012: Aleska Diamond
- 2013: Aleska Diamond
- 2014: Anissa Kate
- 2015: Anissa Kate
- 2016: Misha Cross
- 2017: Misha Cross
- 2018: Jasmine Jae
- 2019: Anissa Kate
- 2020: Little Caprice
- 2021: Cléa Gaultier
- 2022: Little Caprice
- 2023: Little Caprice
- 2024: Cherry Kiss
- 2025: Eve Sweet

#### Foreign/International Male Performer of the Year
- 2003: Rocco Siffredi
- 2004: Manuel Ferrara
- 2005: Steve Holmes
- 2006: Steve Holmes
- 2007: Jean Val Jean
- 2008: David Perry
- 2009: Rocco Siffredi
- 2010: Toni Ribas
- 2011: Rocco Siffredi
- 2012: Rocco Siffredi
- 2013: Rocco Siffredi
- 2014: Rocco Siffredi
- 2015: Rocco Siffredi
- 2016: Rocco Siffredi
- 2017: Danny D
- 2018: Ryan Ryder
- 2019: Rocco Siffredi
- 2020: Danny D
- 2021: Rocco Siffredi
- 2022: Alberto Blanco
- 2023: Danny D
- 2024: Vince Karter
- 2025: Christian Clay

#### Best New Foreign/International Starlet
- 2020: Liya Silver
- 2021: Eva Elfie
- 2022: Romy Indy
- 2023: Little Dragon
- 2024: Rika Fane
- 2025: Ada Lapiedra

#### Transsexual/Transgender/Trans Performer of the Year
- 2004: Vaniity
- 2005: Vicky Richter
- 2006: Gia Darling
- 2007: Buck Angel
- 2008: Allanah Starr
- 2009: Wendy Williams
- 2010: Kimber James
- 2011: Bailey Jay
- 2012: Bailey Jay
- 2013: Vaniity
- 2014: Eva Lin
- 2015: Venus Lux
- 2016: Venus Lux
- 2017: Aubrey Kate
- 2018: Aubrey Kate
- 2019: Chanel Santini
- 2020: Natalie Mars
- 2021: Aubrey Kate
- 2022: Casey Kisses
- 2023: Emma Rose
- 2024: Emma Rose
- 2025: Brittney Kade

#### Best Trans Newcomer
- 2022: Jade Venus
- 2023: Brittney Kade
- 2024: Leilani Li
- 2025: Avery Lust

#### Best Actress – Film
- 1984: Sharon Mitchell – Sexcapades
- 1985: Pamela Mann – X Factor
- 1986: Sheri St. Clair – Corporate Assets
- 1987: Colleen Brennan – Getting Personal
- 1988: Krista Lane – Deep Throat II
- 1989: Ona Zee – Portrait of an Affair
- 1991: Hyapatia Lee – The Masseuse
- 1992: Jeanna Fine – Hothouse Rose
- 1993: Ashlyn Gere – Chameleons
- 1994: Roxanne Blaze – Justine
- 1995: Ashlyn Gere – The Masseuse 2
- 1996: Jeanna Fine – Skin Hunger
- 1997: Melissa Hill – Penetrator 2: Grudgefuck Day
- 1998: Dyanna Lauren – Bad Wives
- 1999: Shanna McCullough – Looker
- 2000: Chloe – Chloe
- 2001: Raylene – Artemesia
- 2001: Taylor Hayes – Jekyll and Hyde
- 2002: Ginger Lynn – Taken
- 2003: Taylor St. Clair – The Fashionistas
- 2004: Savanna Samson – Looking In
- 2005: Jenna Jameson – The Masseuse
- 2006: Savanna Samson – The New Devil in Miss Jones
- 2007: Jessica Drake – Manhunters
- 2008: Penny Flame – Layout

#### Best Actress – Video
- 1986: Ginger Lynn – Project Ginger
- 1987: Nina Hartley – Debbie Duz Dishes
- 1988: Shanna McCullough – Hands Off
- 1989: Barbara Dare – Naked Stranger
- 1990: Sharon Kane – Bodies in Heat – The Sequel
- 1991: Lauren Brice – Married Women
- 1992: Ona Zee – The Starlet
- 1993: Ashlyn Gere – Two Women
- 1994: Leena – Blinded by Love
- 1995: Ashlyn Gere – Body & Soul
- 1996: Jenna Jameson – Wicked One
- 1997: Jeanna Fine – My Surrender
- 1998: Stephanie Swift – Miscreants
- 1999: Jeanna Fine – Café Flesh 2
- 2000: Serenity – Double Feature!
- 2001: Serenity – M Caught in the Act
- 2002: Sydnee Steele – Euphoria
- 2003: Devinn Lane – Breathless
- 2004: Julia Ann – Beautiful
- 2005: Jessica Drake – Fluff and Fold
- 2006: Janine Lindemulder – Pirates
- 2007: Hillary Scott – Corruption
- 2008: Eva Angelina – Upload

#### Best Actress / Leading Actress
(ab 2009 nicht mehr getrennt nach Film und Video)
- 2009: Jessica Drake – Fallen
- 2010: Kimberly Kane – The Sex Files – A Dark XXX Parody
- 2011: Andy San Dimas – This Ain’t Glee XXX und India Summer – An Open Invitation: A Real Swinger’s Party in San Francisco (Doppelehrung)
- 2012: Jessie Andrews – Portrait of a Call Girl
- 2013: Lily Carter – Wasteland
- 2014: Remy LaCroix – The Temptation of Eve
- 2015: Carter Cruise – Second Chances
- 2016: Penny Pax – The Submission of Emma Marx: Boundaries
- 2017: Kleio Valentien – Suicide Squad XXX: An Axel Braun Parody
- 2018: Sara Luvv – The Faces of Alice
- 2019: Eliza Jane – Anne: A Taboo Parody
- 2020: Angela White – Perspective
- 2021: Maitland Ward – Muse
- 2022: Kenna James – Under the Veil
- 2023: Maitland Ward – Drift
- 2024: Kira Noir – Machine Gunner
- 2025: Casey Calvert – Birth

#### Best Actress – Featurette
- 2019: Angela White – Who’s Becky? (Games We Play)
- 2020: Ivy Wolfe – If It Feels Right
- 2021: Angela White – Seasons
- 2022: Lacy Lennon – Black Widow XXX: An Axel Braun Parody
- 2023: Blake Blossom – An Honest Man
- 2024: Maitland Ward – Casting Couch
- 2025: Maitland Ward – The Predatory Woman 2

#### Best Actor – Film
- 1984: Richard Pacheco – Irresistable
- 1985: Eric Edwards – X Factor
- 1986: Harry Reems – Trashy Lady
- 1987: Mike Horner – Sexually Altered States
- 1988: John Leslie – Firestorm II
- 1989: Robert Bullock – Portrait of an Affair
- 1991: Randy Spears – The Masseuse
- 1992: Buck Adams – Roxy
- 1993: Mike Horner – The Seduction of Mary
- 1994: Mike Horner – Justine
- 1995: Buck Adams – No Motive
- 1996: Mike Horner – Lessons in Love
- 1997: Jamie Gillis – Bobby Sox
- 1998: Steven St. Croix – Bad Wives
- 1999: James Bonn – Models
- 2000: James Bonn – Chloe
- 2001: Evan Stone – Adrenaline
- 2002: Anthony Crane – Beast
- 2003: Brad Armstrong – Falling From Grace
- 2004: Randy Spears – Heart of Darkness
- 2005: Justin Sterling – The Masseuse
- 2006: Randy Spears – Eternity
- 2007: Randy Spears – Manhunters
- 2008: Tom Byron – Layout

#### Best Actor – Video
- 1986: Eric Edwards – Dangerous Stuff
- 1987: Buck Adams – Rockey X
- 1988: Robert Bullock – Romeo and Juliet
- 1989: Jon Martin – Case of the Sensuous Sinners
- 1990: Jon Martin – Cool Sheets
- 1991: Eric Edwards – The Last X-Rated Movie
- 1992: Tom Byron – Sizzle
- 1993: Joey Silvera – The Party
- 1994: Jonathan Morgan – The Creasemaster
- 1995: Steven St. Croix – Chinatown
- 1996: Jon Dough – Latex
- 1997: Jon Dough – Shock
- 1998: Tom Byron – Indigo Delta
- 1999: Michael J. Cox – L.A. Uncovered
- 2000: Randy Spears – Double Feature!
- 2001: Joel Lawrence – Raw
- 2002: Mike Horner – Euphoria
- 2003: Dale DaBone – Betrayed By Beauty
- 2004: Evan Stone – Space Nuts
- 2005: Barrett Blade – Loaded
- 2006: Evan Stone – Pirates
- 2007: Evan Stone – Sex Pix
- 2008: Brad Armstrong – Coming Home

#### Best Actor / Leading Actor
(ab 2009 nicht mehr getrennt nach Film und Video)
- 2009: Evan Stone – Pirates II: Stagnetti’s Revenge
- 2010: Eric Swiss – Not Married With Children XXX
- 2011: Tom Byron – The Big Lebowski: A XXX Parody
- 2012: Dale DaBone – Elvis XXX – A Porn Parody
- 2013: Steven St. Croix – Torn
- 2014: Tommy Pistol – Evil Head
- 2015: Steven St. Croix – Wetwork
- 2016: Tommy Pistol – Stryker
- 2017: Xander Corvus – The Preacher’s Daughter
- 2018: Tommy Pistol – Ingenue
- 2019: Seth Gamble – Deadpool XXX: An Axel Braun Parody
- 2020: Seth Gamble – Perspective
- 2021: Seth Gamble – A Killer on the Loose
- 2022: Tommy Pistol – Under the Veil
- 2023: Seth Gamble – Going Up
- 2024: Tommy Pistol – Feed Me
- 2025: Chad Alva – Alive

#### Best Actor – Featurette
- 2019: Tommy Pistol, The Weight of Infidelity
- 2020: Tommy Pistol – The Aura Doll
- 2021: Tommy Pistol – Another Life
- 2022: Tommy Pistol – Second Chance
- 2023: Tommy Pistol – The Bargain
- 2024: Tommy Pistol – We Are Alone Now
- 2025: Seth Gamble – A Loving Home Environment

#### Best Supporting Actress – Film
- 1984: Tiffany Clark – Hot Dreams
- 1985: Lisa De Leeuw – Dixie Ray, Hollywood Star
- 1986: Lisa De Leeuw – Raw Talent
- 1987: Colleen Brennan – Star Angel
- 1988: Tish Ambrose – Firestorm II
- 1989: Nina Hartley – Portrait of an Affair
- 1991: Deidre Holland – Veil
- 1992: Britt Morgan – On Trial
- 1993: Ona Zee – The Secret Garden 1 & 2
- 1994: Tianna – Justine
- 1995: Tyffany Million – Sex
- 1996: Ariana – Desert Moon
- 1997: Shanna McCullough – Bobby Sox
- 1998: Melissa Hill – Bad Wives
- 1999: Chloe – The Masseuse 3
- 2000: Janine Lindemulder – Seven Deadly Sins
- 2001: Chloe – True Blue
- 2002: Julie Meadows – Fade to Black
- 2003: Belladonna – The Fashionistas
- 2004: Dru Berrymore – Heart of Darkness
- 2005: Lezley Zen – Bare Stage
- 2006: Jenna Jameson – The New Devil in Miss Jones
- 2007: Kirsten Price – Manhunters
- 2008: Kylie Ireland – Layout

#### Best Supporting Actress – Video
- 1989: Jacqueline Lorains – Beauty & the Beast
- 1990: Viper – Mystery of the Golden Lotus
- 1991: Nina Hartley – The Last X-Rated Movie
- 1992: Selena Steele – Sirens
- 1993: Melanie Moore – The Party
- 1994: Porsche Lynn – Servin’ it Up
- 1995: Kaitlyn Ashley – Shame
- 1996: Jeanna Fine – Dear Diary
- 1997: Julie Ashton – Head Trip
- 1998: Jeanna Fine – Miscreants
- 1999: Katie Gold – Pornogothic
- 2000: Shanna McCullough – Double Feature!
- 2001: Midori – West Side
- 2002: Ava Vincent – Succubus
- 2003: Sydnee Steele – Breathless
- 2004: Brooke Ballentyne – Rawhide
- 2005: Ashley Blue – Adore
- 2006: Stormy Daniels – Camp Cuddly Pines Powertool Massacre
- 2007: Katsuni – Fashionistas Safado: The Challenge
- 2008: Hillary Scott – Upload

#### Best Supporting Actress
(ab 2009 nicht mehr getrennt nach Film und Video)
- 2009: Belladonna – Pirates II: Stagnetti’s Revenge
- 2010: Penny Flame – Throat: A Cautionary Tale
- 2011: Lexi Belle – Batman XXX: A Porn Parody
- 2012: Jesse Jane – Fighters
- 2013: Capri Anderson – Pee-Wee’s XXX Adventure: A Porn Parody
- 2014: Brandy Aniston – Not the Wizard of Oz XXX
- 2015: Veronica Avluv – Cinderella XXX: An Axel Braun Parody
- 2016: Kleio Valentien – Batman v Superman XXX: An Axel Braun Parody
- 2017: Joanna Angel – Cindy Queen of Hell
- 2018: Kristen Scott – Hald His Age: A Teenage Tragedy
- 2019: Joanna Angel – Cartel Sex
- 2020: Maitland Ward – Drive
- 2021: Kira Noir – Primary
- 2022: Kira Noir – Casey: A True Story
- 2023: Kira Noir – Sorrow Bay
- 2024: Victoria Voxxx – Primary 3
- 2025: Chanel Camryn – Sunny Goldmelons

#### Best Supporting Actor – Film
- 1984: Richard Pacheco – Nothing to Hide
- 1985: John Leslie – Firestorm
- 1986: Ron Jeremy – Candy Stripers II
- 1987: Joey Silvera – She’s So Fine
- 1988: Michael Gaunt – Firestorm II
- 1989: Jamie Gillis – Pretty Peaches II
- 1990: Rick Savage – Bedman and Throbbin
- 1991: Jon Martin – Pretty Peaches 3
- 1992: Jon Dough – Brandy & Alexander
- 1993: Joey Silvera – Face Dance, Parts I & II
- 1994: Steve Drake – Whispered Lies
- 1995: Jon Dough – Sex
- 1996: Steven St. Croix – Forever Young
- 1997: Tony Tedeschi – The Show
- 1998: Wilde Oscar – Doin’ the Ritz
- 1999: Michael J. Cox – Models
- 2000: Michael J. Cox – Seven Deadly Sins
- 2001: Randy Spears – Watchers
- 2002: Herschel Savage – Taken
- 2003: Mr. Marcus – Paradise Lost
- 2004: Steven St. Croix – Looking In
- 2005: Rod Fontana – The 8th Sin
- 2006: Randy Spears – Dark Side
- 2007: Kurt Lockwood – To Die For
- 2008: Randy Spears – Flasher

#### Best Supporting Actor – Video
- 1989: Richard Pacheco – Sensual Escape
- 1990: Rick Savage – Bedman and Throbbin
- 1991: Ron Jeremy – Playin’ Dirty
- 1992: Mike Horner – Bite
- 1993: Tony Tedeschi – Smeers
- 1994: Randy Spears – Haunted Nights
- 1995: Jonathan Morgan – The Face
- 1996: Alex Sanders – Dear Diary
- 1997: Tony Tedeschi – Silver Screen Confidential
- 1998: Dave Hardman – Texas Dildo Masquerade
- 1999: Jamie Gillis – Forever Night
- 2000: Tom Byron – LA 399
- 2001: Wilde Oscar – West Side
- 2002: Mike Horner – Wild Thing
- 2003: Randy Spears – Hercules
- 2004: Randy Spears – Space Nuts
- 2005: Randy Spears – Fluff and Fold
- 2006: Tommy Gunn – Pirates
- 2007: Manuel Ferrara – She Bangs
- 2008: Barrett Blade – Coming Home

#### Best Supporting Actor
(ab 2009 nicht mehr getrennt nach Film und Video)
- 2009: Ben English – Pirates II: Stagnetti’s Revenge
- 2010: Tom Byron – Throat: A Cautionary Tale
- 2011: Evan Stone – Batman XXX: A Porn Parody
- 2012: Xander Corvus – Star Trek: The Next Generation – A XXX Parody
- 2013: Tom Byron – Star Wars XXX: A Porn Parody
- 2014: Xander Corvus – Underworld
- 2015: Xander Corvus – Holly...Would
- 2016: Steven St. Croix – Peter Pan XXX: An Axel Braun Parody
- 2017: Brad Armstrong – The Preacher’s Daughter
- 2018: Small Hands – Half His Age: A Teenage Tragedy
- 2019: Charles Dera – Cartel Sex
- 2020: Tommy Pistol – The Gang Makes a Porno: A DP XXX Parody
- 2021: Xander Corvus – The Summoning
- 2022: Tommy Pistol – Casey: A True Story
- 2023: Tommy Pistol – Grinders
- 2024: Danny D – Space Junk
- 2025: Nathan Bronson – Ulterior Motives

#### Crossover Star of the Year
- 2006: Jenna Jameson
- 2007: Jenna Jameson
- 2008: Stormy Daniels
- 2009: Katie Morgan
- 2010: Sasha Grey
- 2011: Riley Steele
- 2012: Ron Jeremy
- 2013: James Deen & Sunny Leone

#### Breakthrough Award
- 1997: Steve Perry – für Ben Dover series
- 1998: Steve Orenstein
- 1999: Alex Sanders

#### Best Non-Sex Performance
- 1989: Jose Duval – Pillowman
- 1990: Nick Random – True Love
- 1991: Jose Duval – Oh, What a Night
- 1992: Carl Esser – On Trial
- 1993: J.B. – Dirty Little Mind of Martin Fink
- 1994: Jonathan Morgan – Haunted Nights
- 1995: E.Z. Ryder – Erotika
- 1996: Veronica Hart – Nylon
- 1997: Scott Schwartz – Silver Screen Confidential
- 1998: Jamie Gillis – New Wave Hookers 5
- 1999: Robert Black – The Pornographer
- 2000: Anthony Crane – Double Feature!
- 2001: Rob Spallone – The Sopornos
- 2002: Paul Thomas – Fade to Black
- 2003: Tina Tyler – The Ozporns
- 2004: Allan Rene – Opera
- 2005: Mike Horner – The Collector
- 2006: William Margold – Dark Side
- 2007: Bryn Pryor – Corruption
- 2008: Bryn Pryor – Upload
- 2009: Nina Hartley – Not Bewitched XXX
- 2010: Thomas Ward – Not The Cosbys XXX
- 2011: James Bartholet – Not Charlie's Angels XXX
- 2012: James Bartholet – The Rocki Whore Picture Show: A Hardcore Parody
- 2013: James Bartholet – Not The Three Stooges XXX
- 2014: Kyle Stone – Hotel No Tell
- 2015: Christian Mann – Voracious: Season 2
- 2016: Christopher Ryan – Marriage 2.0
- 2017: Nyomi Banxxx – Suicide Squad XXX: An Axel Braun Parody
- 2018: Kyle Stone – Conflicted
- 2019: Kyle Stone – Never Forgotten
- 2020: Misty Stone – Love Emergency und Wolf Hudson – Teenage Lesbian (Doppelehrung)
- 2021: Angela White – Fertile
- 2022: Derrick Pierce – Casey: A True Story
- 2023: Misty Stone – Love, Sex & Music
- 2024: Julia Ann – Privilege
- 2025: Tommy Pistol – Amuse Bouche

#### Best Tease / Solo Performance
- 1990: Tracey Adams – Adventures Of Buttman
- 1991: Chantelle – Bend Over Babes
- 1992: Tianna – Indian Summer
- 1993: Racquel Darrian – Bonnie and Clyde
- 1994: Tianna – Justine
- 1995: Christina Angel – Dog Walker
- 1996: Christy Canyon – Comeback
- 1997: Janine Lindemulder – Extreme Close-Up
- 1998: Silvia Saint – Fresh Meat 4
- 1999: Ava Lustra – Leg Sex Dream
- 2000: Dahlia Grey – Playthings
- 2001: Jessica Drake – Shayla’s Web
- 2002: Tera Patrick – Island Fever
- 2003: Belladonna – The Fashionistas
- 2004: Michelle Wild – Crack Her Jack
- 2005: Vicky Vette – Metropolis
- 2006: Katsuni – Ass Worship 7
- 2007: Amy Ried – My Plaything …: Amy Ried
- 2008: Brianna Love – Brianna Love: Her Fine Sexy Self
- 2009: Jenna Haze – Pretty as They Cum
- 2010: Tori Black – Tori Black Is Pretty Filthy
- 2011: Eva Angelina, Alexis Texas – Car Wash Girls
- 2012: Asa Akira – Asa Akira Is Insatiable 2
- 2013: Remy LaCroix & Lexi Belle – Remy
- 2014: Anikka Albrite – Anikka
- 2015: Anikka Albrite, Dani Daniels & Karlie Montana – Anikka 2
- 2016: Abigail Mac – Black & White 4
- 2017: Asa Akira – Asa Goes to Hell
- 2018: Angela White – Angela 3
- 2019: Kissa Sins – The Corruption of Kissa Sins
- 2020: Angela White – Angela White: Dark Side
- 2021: Vanna Bardot – Woman
- 2022: Angela White & Gabbie Carter – Angela Loves Threesomes 3
- 2023: Angela White – Take Control
- 2024: Blake Blossom – Drawn to You
- 2025: Anna Claire Clouds – Anna Claire Clouds: Dark Side – Part 3

#### Unsung Starlet of the Year
- 2007: Mika Tan
- 2008: Gianna
- 2009: Amber Rayne
- 2010: Shawna Lenee
- 2011: Charley Chase
- 2012: Bridgette B
- 2013: Brandy Aniston
- 2014: Presley Hart
- 2015: Presley Hart

#### Unsung Male Performer of the Year
- 2009: Charles Dera
- 2010: Derrick Pierce
- 2011: Mark Ashley
- 2012: Johnny Castle
- 2013: Mark Ashley
- 2014: Voodoo

#### Best New Web Starlet
- 2009: Bree Olson
- 2010: Lexi Belle

#### Web Starlet of the Year
- 2009: Catalina Cruz
- 2010: Sunny Leone
- 2011: Kelly Madison

#### MILF / Cougar Performer of the Year
- 2010: Julia Ann
- 2011: Julia Ann
- 2012: Julia Ann
- 2013: India Summer
- 2014: India Summer
- 2015: India Summer
- 2016: Kendra Lust
- 2017: Kendra Lust
- 2018: Cherie DeVille
- 2019: Cherie DeVille
- 2020: Alexis Fawx
- 2021: Cherie DeVille
- 2022: Alexis Fawx
- 2023: Cherie DeVille
- 2024: Penny Barber
- 2025: Cherie DeVille

#### BBW Performer of the Year
- 2014: April Flores
- 2015: April Flores
- 2016: Karla Lane
- 2017: Klaudia Kelly

#### All-Girl / Lesbian / Girl/Girl (Specialty) Performer of the Year
- 2014: Shyla Jennings
- 2015: Sinn Sage
- 2016: Shyla Jennings
- 2017: Jenna Sativa
- 2018: Jenna Sativa
- 2019: Charlotte Stokely
- 2020: Charlotte Stokely
- 2021: Charlotte Stokely
- 2022: Serene Siren
- 2023: Aidra Fox
- 2024: Amirah Adara

#### Niche (Specialty) Performer of the Year
- 2018: Cybill Troy
- 2019: Karla Lane
- 2020: Lance Hart
- 2021: Karla Lane
- 2022: Daisy Ducati
- 2023: Daisy Ducati
- 2024: Dante Colle
- 2025: Cruel Reell

#### Mainstream Star of the Year
- 2014: James Deen
- 2015: James Deen
- 2016: Jessica Drake
- 2017: Julia Ann
- 2018: Asa Akira
- 2019: Stormy Daniels

#### Mainstream Venture of the Year
- 2019: Asa Akira – Family Guy
- 2020: Stormy Daniels – Full Disclosure
- 2021: 16 Darstellerinnen – G-Eazy x Vixen Music Video Collaboration
- 2022: Small Hands – Age of Regret (Music Album)
- 2023: Maitland Ward – Rated X: How Porn Liberated Me From Hollywood
- 2024: Vicki Chase – Everything in Its Right Place
- 2025: Ryan Keely & Samantha Mack – Houdini (Eminem Music Video)

### Fan Awards

#### Favorite Female Porn Star
- 2011: Jenna Haze
- 2012: Riley Steele
- 2013: Riley Steele
- 2014: Riley Steele
- 2015: Riley Steele
- 2016: Riley Reid
- 2017: Riley Reid
- 2018: Angela White
- 2019: Angela White
- 2020: Angela White
- 2021: Angela White
- 2022: Angela White
- 2023: Angela White
- 2024: Violet Myers
- 2025: Angela White

#### Favorite Male Porn Star
- 2014: James Deen
- 2015: James Deen
- 2016: Keiran Lee
- 2017: Johnny Sins
- 2018: Johnny Sins
- 2019: Johnny Sins
- 2020: Johnny Sins
- 2021: Johnny Sins
- 2022: Johnny Sins
- 2023: Johnny Sins
- 2024: Dredd
- 2025: Mila Ponjevic

#### Best Body
- 2011: Alektra Blue
- 2012: Riley Steele
- 2013: Riley Steele
- 2014: Jayden Jaymes
- 2015: Riley Steele

#### Best / Most Spectacular Boobs
- 2014: Kagney Linn Karter
- 2015: Jayden Jaymes
- 2016: Hitomi Tanaka
- 2017: August Ames
- 2018: Angela White
- 2019: Angela White
- 2020: Angela White
- 2021: Angela White
- 2022: Angela White
- 2023: Angela White
- 2024: Angela White
- 2025: Angela White

#### Hottest / Most Epic/Amazing Ass
- 2014: Alexis Texas
- 2015: Alexis Texas
- 2016: Alexis Texas
- 2017: Alexis Texas
- 2018: Alexis Texas
- 2019: Abella Danger
- 2020: Abella Danger
- 2021: Abella Danger
- 2022: Abella Danger
- 2023: Abella Danger
- 2024: Abella Danger
- 2025: Abella Danger

#### Hottest (Adult / Porn) Newcomer
- 2014: Christy Mack
- 2015: August Ames
- 2016: Abella Danger
- 2017: Lana Rhoades
- 2018: Lena Paul
- 2019: Alina Lopez
- 2020: Autumn Falls
- 2021: LaSirena69
- 2022: Blake Blossom
- 2023: Scarlett Jones
- 2024: Emma Magnolia
- 2025: Dan Dangler

#### Social Media Star / Twitter Queen
- 2012: Riley Steele
- 2013: April O’Neil
- 2014: Lexi Belle
- 2015: Dani Daniels
- 2016: Riley Reid
- 2017: Riley Reid
- 2018: Riley Reid
- 2019: Riley Reid
- 2020: Angela White
- 2021: Angela White
- 2022: Angela White

#### Hottest/Sexiest/Favorite MILF
- 2014: Lisa Ann
- 2015: Julia Ann
- 2016: Kendra Lust
- 2017: Kendra Lust
- 2018: Kendra Lust
- 2019: Kendra Lust
- 2020: Ava Addams
- 2021: Kendra Lust
- 2023: Kendra Lust
- 2024: Kendra Lust
- 2025: Kendra Lust

#### Favorite Trans Performer / Porn Star
- 2016: Bailey Jay
- 2017: Aubrey Kate
- 2018: Chanel Santini
- 2019: Chanel Santini
- 2020: Natalie Mars
- 2021: Aubrey Kate
- 2022: Ella Hollywood
- 2023: Daisy Taylor
- 2024: Daisy Taylor
- 2025: Daisy Taylor

#### Favorite BBW Performer/Star
- 2018: Angelina Castro
- 2019: Alura Jenson
- 2020: Sofia Rose
- 2021: Sofia Rose
- 2022: BadKitty
- 2023: Alex Blair
- 2024: Alex Blair
- 2025: Alex Blair

#### Favorite Webcam / Cam Girl
- 2014: LittleRedBunny
- 2015: Abella Anderson
- 2016: Devious Ange
- 2017: Kati3kat
- 2018: Kati3kat
- 2019: Kati3kat
- 2020: Emily Bloom
- 2021: Aphia DeMieux
- 2022: Happy Yulia
- 2023: Aphia DeMieux
- 2024: OnlineGirl_
- 2025: Emma Starseed

#### Favorite Cam Guy
- 2016: Adam Sinner
- 2017: Adam Sinner
- 2018: Aamir Desire
- 2019: Aamir Desire
- 2020: Brock Cooper
- 2021: Alphonso Layz
- 2022: Arthur Eden
- 2023: Logan Chase

#### Favorite Trans Cam Performer / Girl / Star/Creator
- 2016: Kylie Maria
- 2017: Aubrey Kate
- 2018: Aubrey Kate
- 2019: Aubrey Kate
- 2020: Natalie Mars
- 2021: Casey Kisses
- 2022: Casey Kisses
- 2023: Casey Kisses
- 2024: Aubrey Kate
- 2025: Aubrey Kate

#### Favorite Camming/Creator Couple
- 2016: Nicolah & Steven Bond
- 2017: CookinBaconNaked
- 2018: 19honeysuckle
- 2019: 19honeysuckle
- 2020: 19honeysuckle
- 2021: 19honeysuckle
- 2022: 19honeysuckle
- 2023: Casey Kisses & Kylie LeBeau
- 2024: Kayley & Emily
- 2025: Faye Wilde & Luna Lore

#### Favorite (Camming) Cosplayer
- 2018: Catjira
- 2019: EliseLaurenne
- 2020: Maitland Ward
- 2021: Purple Bitch
- 2022: Purple Bitch
- 2023: Purple Bitch
- 2024: Sweetie Fox und Bunni Black (Doppelehrung)
- 2025: Violet Myers

#### Favorite Indie Clip Star
- 2018: Jenny Blighe
- 2019: Cory Chase
- 2020: Cory Chase
- 2021: Cory Chase

#### Wildest Sex Scene
- 2011: Kayden Kross, Jesse Jane, Riley Steele, Katsuni & Raven Alexis – Body Heat
- 2012: Jesse Jane, Riley Steele, Kayden Kross, Stoya, Bibi Jones & Manuel Ferrara – Babysitters 2

#### Most Amazing Sex Toy
- 2016: Dani Daniels Pussy with Bush & Ass
- 2017: Angela White Fleshlight
- 2018: Angela White Fleshlight

#### Favorite Studio
- 2014: Brazzers
- 2015: Brazzers

#### Favorite Porn Star Website
- 2018: AngelaWhite.com
- 2019: ReidMyLips.com

#### Favorite Domme
- 2020: Violet Doll
- 2021: Candy Glitter
- 2022: Brittany Andrews
- 2023: Brittany Andrews
- 2024: London River
- 2025: Brittany Andrews

#### Favorite Adult Podcast
- 2023: Plug Talk
- 2024: Plug Talk
- 2025: Pillow Talk

#### Favorite Porn Star Creator
- 2023: Angela White
- 2024: Angela White
- 2025: Angela White

#### Hottest All-Girl Creator Collab
- 2023: Angela White & Sky Bri
- 2024: Angela White & Violet Myers
- 2025: Angela White & Slimthick Vic

#### Hottest Anal Creator Collab
- 2023: Angela White & Michael Stefano
- 2024: Angela White & Alex Mack
- 2025:

#### Hottest Boy/Girl Creator Collab
- 2023: Violet Myers & Alex Mack
- 2024: Lena the Plug & Jason Luv
- 2025: Angela White & Girthmasterr

#### Hottest / Ultimate Oral Creator Collab
- 2023: Angela White & Pressure
- 2024: Coco Bae

#### Hottest / Supreme Solo Creator Content
- 2023: Violet Myers
- 2024: Coco Bae

#### Hottest Trans Creator Collab
- 2023: Aubrey Kate & Small Hands
- 2024: Aubrey Kate & Dante Colle
- 2025: Brittney Kade & Angellica Good

#### Favorite Female Independent Creator
- 2024: Coco Bae
- 2025: Mama Plugs

#### Unsung Darling
- 2024: Kali Roses
- 2025: Eliza Ibarra

#### Favorite Male Independent Creator
- 2024: John Legendary
- 2025: Girthmasterr

#### Einmalig vergeben
- Favorite Movie (2011): Asa Akira Is Insatiable, Elegant Angel Productions
- Best Free Adult Website (2013): Pornhub.com
- Kinkiest (2015): Bonnie Rotten
- Biggest Web Celebrity (2016): Taylor Stevens
- Web Queen (2017): Kissa Sins
- Favorite Membership Site (2018): BrazzersNetwork.com
- Favorite Creator Site Star (2023): Amouranth

### Director Awards

#### Director of the Year (Body of Work)
- 2007: Jim Powers
- 2008: Jules Jordan
- 2009: Brad Armstrong
- 2010: Will Ryder
- 2011: Axel Braun
- 2012: Axel Braun
- 2013: Axel Braun
- 2014: Axel Braun
- 2015: Mason
- 2016: Greg Lansky
- 2017: Greg Lansky
- 2018: Greg Lansky
- 2019: Kayden Kross
- 2020: Kayden Kross
- 2021: Kayden Kross
- 2022: Ricky Greenwood

#### Best Director – Film
- 1984: Cecil Howard – Scoundrels
- 1985: Anthony Spinelli – Dixie Ray, Hollywood Star
- 1986: Cecil Howard – Snake Eyes
- 1987: Cecil Howard – Star Angel
- 1988: Richard Pacheco – Careful, He May be Watching
- 1989: Alex de Renzy – Pretty Peaches 2
- 1990: Henri Pachard – The Nicole Stanton Story, Parts 1 & 2
- 1991: Andrew Blake – House of Dreams
- 1992: John Stagliano – Wild Goose Chase
- 1993: John Stagliano – Face Dance, Parts I & II
- 1994: Paul Thomas – Justine
- 1995: John Leslie – Dog Walker
- 1996: Michael Zen – Blue Movie
- 1997: Paul Thomas – Bobby Sox
- 1998: Nic Cramer – Operation Sex Siege
- 1999: Nic Cramer – Looker
- 2000: Ren Savant – Seven Deadly Sins
- 2001: James Avalon – Les Vampyres
- 2002: Paul Thomas – Fade to Black
- 2003: John Stagliano – The Fashionistas
- 2004: Paul Thomas – Heart of Darkness
- 2005: Paul Thomas – The Masseuse
- 2006: Paul Thomas – The New Devil in Miss Jones
- 2007: Brad Armstrong – Manhunters
- 2008: Paul Thomas – Layout

#### Best Director – Video
- 1985: Henri Pachard – Long Hard Nights
- 1986: Paul Vatelli – Erotic Zones II
- 1987: Jerome Tanner – Club Exotica
- 1988: Henri Pachard – Talk Dirty to Me, Part V
- 1989: John Leslie – Catwoman
- 1990: Jean-Pierre Ferrand & Peter Davy – Voodoo Lust
- 1991: Paul Thomas – Beauty & the Beast 2
- 1992: Scotty Fox – The Cockateer
- 1993: Alex de Renzy – Two Women und Anthony Spinelli – The Party (Doppelehrung)
- 1994: Jim Enright – Haunted Nights
- 1995: John Leslie – Bad Habits
- 1996: Michael Ninn – Latex
- 1997: Michael Ninn – Shock
- 1998: Robert Black – Miscreants
- 1999: John Leslie – The Lecher 2
- 2000: Jonathan Morgan – Double Feature!
- 2001: Nic Andrews – Dark Angels
- 2002: Brad Armstrong – Euphoria
- 2003: Michael Raven – Breathless und Rocco Siffredi – The Ass Collector (Doppelehrung)
- 2004: Michael Raven – Beautiful
- 2005: David Stanley – Pretty Girl
- 2006: Joone – Pirates
- 2007: Eli Cross – Corruption
- 2008: John Stagliano – Fashionistas Safado: Berlin

#### Best Director – Feature / Narrative Production
(ab 2009 nicht mehr getrennt nach Film und Video)
- 2009: Joone – Pirates II: Stagnetti’s Revenge
- 2010: David Aaron Clark – Pure
- 2011: Brad Armstrong – Speed
- 2012: Graham Travis − Portrait of a Call Girl
- 2013: Graham Travis – Wasteland
- 2014: Brad Armstrong – Underworld
- 2015: Brad Armstrong – Aftermath
- 2016: Paul Deeb – Marriage 2.0
- 2017: Jacky St. James – The Submission of Emma Marx: Exposed
- 2018: Axel Braun – Justice League XXX: An Axel Braun Parody
- 2019: Axel Braun – The Possession of Mrs. Hyde
- 2022: Kayden Kross – Psychosexual

#### Best Director – Non-Feature / Non-Narrative Production
- 2003: Jim Powers – Perverted Stories 35
- 2004: Laurent Sky – Fetish: The Dreamscape
- 2005: Jack the Zipper – Stuntgirl
- 2006: Michael Ninn – Neo Pornographia
- 2007: Jack the Zipper – Blacklight Beauty
- 2008: Belladonna – Belladonna: Manhandled 2
- 2009: Eli Cross – Icon
- 2010: William H. – Evalutionary
- 2011: William H. – Performers of the Year 2010
- 2012: Mason – Asa Akira Is Insatiable 2
- 2013: Jules Jordan – Alexis Ford Darkside
- 2014: Mason – Anikka
- 2015: Mason – Allie
- 2016: Jules Jordan – Jesse: Alpha Female
- 2017: Greg Lansky – Natural Beauties
- 2018: Kayden Kross – Sacrosanct
- 2019: Evil Chris – I Am Angela
- 2021: Jules Jordan – The Insatiable Emily Willis
- 2022: Jules Jordan – Flesh Hunter 15

#### Best Director – Foreign/International Release / Production
- 2000: Anita Rinaldi – Return To Planet Sexxx
- 2001: Tanya Hyde – Hell, Whores and High Heels
- 2002: Kovi – The Splendor of Hell
- 2003: Anthony Adamo – Private Gladiator
- 2004: Gazzman – The Scottish Loveknot
- 2005: Narcis Bosch – Hot Rats
- 2006: Rocco Siffredi – Who Fucked Rocco?
- 2007: Pierre Woodman – Sex City
- 2008: Alessandro Del Mar – Dangerous Sex
- 2020: Alis Locanta – Rebecca, An Indecent Story
- 2021: Hervé Bodilis – A Perfect Woman
- 2022: Julia Grandi – Jia

#### Best Director – Foreign Feature
- 2009: Juan Carlos & Jesus Villaobos – Jason Colt – The Mystery of the Sexy Diamonds
- 2009: Christoph Clark – Nasty Intentions 2
- 2010: Louis Moire & Max Candy – Ritual und Paul Chaplin – Black Beauty: Escape to Eden (Doppelehrung)
- 2011: Paul Chaplin – Department S, Mission One: City of Broken Angels
- 2012: Ettore Buchi – Mission Asspossible
- 2013: Max Candy – Inglorious Bitches
- 2014: Max Candy & Michael Ninn – The Ingenuous
- 2015: Herve Bodilis – Anissa Kate the Widow
- 2016: Dick Bush – The Doctor
- 2017: John Stagliano – Hard in Love
- 2018: Hervé Bodilis & Pascal Lucas – Revenge of a Daughter

#### Best Director – Foreign Non-Feature
- 2009: Christoph Clark – Nasty Intentions 2
- 2010: Raul Cristian – Ass Traffic 6
- 2011: Gazzman – Tori Black: Nymphomaniac
- 2013: Ettore Buchi – Adventures on the Lust Boat 2
- 2014: Tanya Hyde – The House of Sin
- 2015: Gazzman – Young Harlots: Slutty Delinquents
- 2016: Alis Locanta – Waltz With Me
- 2017: Nacho Vidal – Nacho Loves Nekane
- 2018: Hervé Bodilis – Megan Escort Deluxe

#### Best Director – Ethnic Video
- 2009: Jules Jordan – Lex the Impaler 3
- 2010: Jules Jordan – Lex the Impaler 4
- 2011: Jules Jordan – Lex the Impaler 5

#### Best Director – Parody
- 2012: Brad Armstrong – The Rocki Whore Picture Show: A Hardcore Parody
- 2013: Axel Braun – Star Wars XXX: A Porn Parody
- 2014: Will Ryder – Not the Wizard of Oz XXX
- 2015: Axel Braun – 24 XXX: An Axel Braun Parody
- 2016: Axel Braun – Peter Pan XXX: An Axel Braun Parody
- 2017: Axel Braun – Suicide Squad XXX: An Axel Braun Parody

#### Best Director – Web
- 2014: Brando
- 2015: Lee Roy Myers
- 2016: Ivan
- 2017: Glenn King
- 2018: Mike Adriano
- 2019: Lee Roy Myers
- 2020: Laurent Sky

#### Best Director – Comedy
- 2020: Will Ryder – Love Emergency
- 2021: Casey Calvert & Eli Cross – Cougar Queen: A Tiger King Parody

#### Best Director – Drama
- 2020: Kayden Kross – Drive
- 2021: Kayden Kross – Muse

#### Best Director – Site/Network Content/Banner
- 2021: Laurent Sky – Vixen/Tushy/Blacked
- 2022: Jules Jordan – Jules Jordan Video

#### Best Directing Portfolio – International
- 2023: Rocco Siffredi
- 2024: Julia Grandi
- 2025: Julia Grandi

#### Best Directing Portfolio – Narrative
- 2023: Kayden Kross
- 2024: Kayden Kross
- 2025: Kayden Kross

#### Best Directing Portfolio – Non-Narrative
- 2023: Jules Jordan
- 2024: Jules Jordan
- 2025: Jules Jordan

#### Best Directing Portfolio – Specialty
- 2023: Aiden Starr
- 2024: Aiden Starr
- 2025: Joey Silvera

#### Best Directing Portfolio – Cross-Genre / Varied Range
- 2024: Ricky Greenwood
- 2025: Ricky Greenwood

#### Outstanding Directing – Individual Work
- 2023: Kayden Kross – Drift
- 2024: Derek Dozer – Influence: Vanna Bardot
- 2025: Ricky Greenwood – Gold Diggers

### Sex Scene Awards

#### Best All-Girl Sex Scene – Film
- 1993: Chameleons – Ashlyn Gere & Deidre Holland
- 1994: Hidden Obsessions – Janine Lindemulder & Julia Ann
- 1995: The Dinner Party – Celeste, Debi Diamond & Misty Rain
- 1996: Fantasy Chamber – Felecia, Jenteal & Misty Rain
- 1997: Dreams of Desire – Melissa Hill & Jill Kelly
- 1998: Satyr – Missy & Jenna Jameson
- 1999: White Angel – Laura Palmer, Ruby, Charlie & Claudia
- 2000: Seven Deadly Sins – Janine Lindemulder & Julia Ann
- 2001: Les Vampyres – Ava Vincent & Syren
- 2002: Bad Wives 2 – Jail Cell Group
- 2003: The Fashionistas – Belladonna & Taylor St. Clair
- 2004: Snakeskin – Dru Berrymore & Teanna Kai
- 2005: The Masseuse – Jenna Jameson & Savanna Samson
- 2006: The New Devil in Miss Jones – Jenna Jameson & Savanna Samson
- 2007: FUCK – Jessica Drake, Katsuni, Felecia & Clara G.
- 2008: Sex & Violins – Faith Leon, Monique Alexander & Stefani Morgan

#### Best All-Girl Sex Scene – Video
- 1990: True Love – Barbara Dare & April West
- 1991: The New Barbarians – Victoria Paris & Sabrina Dawn
- 1992: American Buttman in London – Misty McCaine & Carrie Jones
- 1994: Buttslammers 2 – The Flashlight Orgy
- 1995: Buttslammers 4 – Felecia, Bionca & Debi Diamond
- 1996: Takin’ It to the Limit 6 – Traci Allen, Careena Collins, Felecia, Jill Kelly, & Misty Rain
- 1997: Buttslammers the 13th – Missy, Misty Rain & Caressa Savage
- 1998: Cellar Dwellers 2 – Jeanna Fine, P.J. Sparxx & Tricia Devereaux
- 1999: Buttslammers 16 – Caressa Savage, Roxanne Hall & Charlie
- 2000: Tampa Tushy Fest – Alisha Klass & Chloe
- 2001: Dark Angels – Sydnee Steele & Jewel De’Nyle
- 2002: Where The Girls Sweat 5 – Chloe, Taylor St. Clair, Sindee Coxx & Felecia
- 2003: I Dream of Jenna – Autumn, Nikita Denise & Jenna Jameson
- 2004: The Violation of Jessica Darlin – Jessica Darlin, Brandi Lyons, Lana Moore, Hollie Stevens, Flick Shagwell, Ashley Blue & Crystal Ray
- 2005: The Violation of Audrey Hollander – Audrey Hollander, Gia Paloma, Ashley Blue, Tyla Wynn, Brodi & Kelly Kline
- 2006: Pirates – Janine & Jesse Jane

- 2007: Island Fever 4 – Teagan Presley, Jesse Jane, Jana Cova & Sophia Santi
- 2008: Babysitters – Sophia Santi, Alektra Blue, Sammie Rhodes, Angie Savage & Lexxi Tyler

#### Best All-Girl Couples / Girl/Girl Sex Scene
- 2009: Belladonna & Jesse Jane – Pirates II: Stagnetti’s Revenge
- 2010: Tori Black & Lexi Belle – Field of Schemes 5
- 2011: Jenna Haze & Monique Alexander – Meow!
- 2012: Dana DeArmond & Belladonna – Belladonna: Sexual Explorer
- 2013: Dani Daniels & Sinn Sage – Dani Daniels Dare
- 2014: Riley Reid & Remy LaCroix – Girl Fever
- 2015: Gabriella Paltrova & Remy LaCroix – Gabi Gets Girls
- 2016: Riley Reid & Aidra Fox – Being Riley
- 2017: Riley Reid & Reena Sky – Missing: A Lesbian Crime Story
- 2018: Katrina Jade & Kissa Sins – I Am Katrina
- 2019: Abigail Mac & Kissa Sins – Abigail
- 2020: Aidra Fox & Kristen Scott – Teenage Lesbian
- 2021: Elsa Jean & Emily Willis – Influence Elsa Jean
- 2022: Vanna Bardot & Emily Willis – Light Me Up
- 2023: Vanna Bardot & Gianna Dior – Heat Wave
- 2024: Vanna Bardot & Liz Jordan – Punch
- 2025: Octavia Red & Blake Blossom – Titwoman vs Titwoman

#### Best All-Girl Three-Way Sex Scene
- 2009: Belladonna, Aiden Starr & Kimberly Kane – Belladonna’s Girl Train
- 2010: Tori Black, Bree Olson & Poppy Morgan – The 8th Day
- 2011: Alexis Texas, Kristina Rose & Asa Akira – Buttwoman vs. Slutwoman

#### Best All-Girl/Lesbian Group Sex Scene
- 2009: Jesse Jane, Shay Jordan, Stoya, Adrianna Lynn, Brianna Love, Lexxi Tyler, Memphis Monroe, Sophia Santi & Priya Rai – Cheerleaders
- 2010: Eva Angelina, Teagan Presley, Sunny Leone & Alexis Texas – Deviance
- 2011: Kayden Kross, Jesse Jane, Riley Steele, Katsuni & Raven Alexis – Body Heat
- 2012: Missy Martinez, Zoey Holloway, Diamond Foxxx & Brooklyn Lee – Cherry 2
- 2013: Brooklyn Lee, Ruth Medina & Samantha Bentley – Brooklyn Lee: Nymphomaniac
- 2014: Gracie Glam, Mia Malkova & Raven Rockette – Meow! 3
- 2015: Anikka Albrite, Dani Daniels & Karlie Montana – Anikka 2
- 2016: Angela White, Alexis Texas & Anikka Albrite – Angela 2
- 2017: Serena Blair, Celeste Star & Alix Lynx – AI: Artificial Intelligence
- 2018: Melissa Moore, Elsa Jean & Adria Rae – Best New Starlets 2017
- 2019: Ivy Wolfe, Eliza Jane & Jenna Sativa – A Flapper Girl Story
- 2020: Riley Reid, Angela White & Katrina Jade – I Am Riley
- 2021: Emily Willis, Riley Reid & Kristen Scott – Paranormal
- 2022: Gina Valentina, Emily Willis, Gia Derza & Autumn Falls – We Live Together Season 1, Episode 4: Saying Goodbye
- 2023: Gianna Dior, Jill Kassidy & Natalia Nix – Close Up
- 2024: Blake Blossom, Vanessa Sky & Aidra Fox – Lesbian Threesomes Scene 3
- 2025: Lexi Lore, Hazel Moore, Melody Marks & Little Dragon – Just Friends

#### Best Anal Sex Scene – Film
- 1996: Marquis de Sade – The Gaping Anus Scene
- 1997: Gregory Dark’s Sex Freaks – Lovette and the Six Skeletons
- 1998: Bad Wives – Dyanna Lauren & Steven St. Croix
- 1999: The Kiss – Chloe, Steve Hatcher & Tony Tedeschi
- 2000: Breaking Up – Chloe & Chris Cannon
- 2001: Facade – Inari Vachs & Randy Spears
- 2002: Taboo 2002 – Nicole Sheridan & Voodoo
- 2003: The Fashionistas – Kate Frost & Rocco Siffredi
- 2006: Sentenced – Audrey Hollander & Otto Bauer
- 2007: Manhunters – Jada Fire, Sandra Romain & Brian Surewood
- 2008: The Craving – Chelsie Rae & Tyler Knight

#### Best Anal Sex Scene – Video
- 1994: Sodomania 5, Elegant Angel Productions; Tiffany Mynx – Kitty Yung & Randy West
- 1995: Bend Over Brazilian Babes 2, Evil Angel Productions – Sara, Jessica, Felipé u& nd Rocco Siffredi
- 1996: Bottom Dweller 33 1/3, Elegant Angel Productions – Careena Collins & Jake Steed, The Blindfold Anal
- 1997: Buttman’s Bend Over Babes IV, Evil Angel Productions – Laura Turner, Danielle, Louise Kelson & Rocco Siffredi
- 1998: Butt Banged Naughty Nurses, Anabolic Video – Careena Collins, Mark Davis & Sean Michaels
- 1999: Tushy Heaven, Seymore Butts Home Movies – Sean Michaels, Samantha Stylle & Alisha Klass
- 2000: Whack Attack 6, Extreme Associates – Anastasia Blue & Lexington Steele
- 2001: In The Days of Whore, Extreme Associates – Kristi Myst, Arnold Schwartzenpecker, Anthony Crane, Brandon Iron, Brian Surewood, Dick Nasty, Gino Greco, Trevor Thompson, Valentino, John Strong & Rod Fontana
- 2002: Rocco: Animal Trainer 5, Rocco Siffredi/Evil Angel Productions – Janice, Alberto Rey, David Perry, Frank Gun, Leslie Taylor & Robert Ribot
- 2003: Babes In Pornland: Interracial Babes, Puritan Video Productions – Jewel De’Nyle & Lexington Steele
- 2004: Multiple P.O.V., Red Light District – Katsuni, Gissele & Michael Stefano
- 2005: Lex Steele XXX 3 – Katsuni & Lexington Steele
- 2006: Cumshitters – Katsuni & Manuel Ferrara
- 2007: Breakin’ ’Em In 9 – Amy Ried & Vince Vouyer
- 2008: Big Wet Asses 10 – Bree Olson & Brandon Iron

#### Best Anal Sex Scene
(ab 2009 nicht mehr getrennt nach Film und Video)
- 2009: Sunny Lane & Manuel Ferrara – Big Wet Asses 13
- 2010: Sasha Grey & Erik Everhard – Anal Cavity Search 6
- 2011: Asa Akira & Manuel Ferrara – Asa Akira Is Insatiable
- 2012: Asa Akira & Nacho Vidal – Asa Akira Is Insatiable 2
- 2013: Brooklyn Lee & Manuel Ferrara – Oil Overload 7
- 2014: Anikka Albrite & Mick Blue – Anikka
- 2015: Adriana Chechik & Manuel Ferrara – Internal Damnation 8
- 2016: Riley Reid & Mick Blue – Being Riley
- 2017: Megan Rain & Manuel Ferrara – Anal Models
- 2018: Lana Rhoades & Markus Dupree – Anal Savages 3
- 2019: Angela White & Rocco Siffredi – I Am Angela
- 2020: Emily Willis & Ramon Nomar – Emily Willis: The Anal Awakening
- 2021: Jane Wilde & Rocco Siffredi – Rocco’s Back to America for More Adventures
- 2022: Gianna Dior & Mick Blue – Psychosexual Part 2
- 2023: Angela White & Manuel Ferrara – Florentine Part 1
- 2024: Vanna Bardot & Maximo Garcia – Influence: Vanna Bardot – Part 1
- 2025: Anna Claire Clouds & Zac Wild – Massive Asses 13

#### Best Blowbang Scene
- 2020: Angela White – Angela White: Dark Side
- 2021: Emily Willis – Facialized 7
- 2022: Savannah Bond – Savannah Bond Beach Bikini Slut Sc. 2
- 2023: Angela White – Sexually Rated Programming: Blowbang
- 2024: Vicki Chase – Mouths of Babes Part 1
- 2025: Ryan Reid – Blowbang in the Cage!

#### Best Double Penetration Sex Scene
- 2009: Jessica Drake, Eric Masterson & Brad Armstrong – Fallen
- 2010: Bobbi Starr, Mr. Marcus & Sean Michaels – Bobbi Starr und Dana DeArmond – Dana DeArmond’s Insatiable Voyage (Doppelehrung)
- 2011: Asa Akira, Toni Ribas & Erik Everhard – Asa Akira Is Insatiable
- 2012: Asa Akira, Toni Ribas & Mick Blue – Asa Akira Is Insatiable 2
- 2013: Asa Akira, Mick Blue & Ramón Nomar – Asa Akira Is Insatiable 3
- 2014: Skin Diamond, Marco Banderas & Prince Yahshua – Skin
- 2015: Anikka Albrite, Mick Blue & Erik Everhard – Anikka 2
- 2016: Riley Reid, James Deen & Erik Everhard – Being Riley
- 2017: Abella Danger, Markus Dupree & Mick Blue – Abella
- 2018: Angela White, Mick Blue & Markus Dupree – Angela 3
- 2019: Abigail Mac, Jax Slayher & Prince Yahshua – Abigail
- 2020: Riley Reid, Markus Dupree & Ramon Nomar – I Am Riley
- 2021: Emily Willis, Steve Holmes & Mick Blue – The Insatiable Emily Willis
- 2022: Angela White, Michael Stefano & John Strong – Angela Loves Anal 3
- 2023: Gia Derza, John Strong & Mick Blue – Gia Scene 1: Double Penetration!
- 2024: Vanna Bardot, Alex Jones & Dante Colle – Influence: Vanna Bardot Part 3
- 2025: Ryan Reid, Mick Blue & Hollywood Cash – Learning How to Reid

#### Best Oral Sex Scene – Film
- 2003: The Fashionistas – Belladonna & Rocco Siffredi
- 2004: Heart of Darkness – Sunrise Adams & Randy Spears
- 2005: The Collector – Jessica Drake, Chris Cannon, Cheyne Collins, Voodoo
- 2006: Dark Side – Alicia Alighatti, Hillary Scott & Randy Spears
- 2007: FUCK – Ice LaFox, Eric Masterson, Tommy Gunn, Marcos London & Mario Rossi
- 2008: Layout – Kylie Ireland

#### Best Oral Sex Scene – Video
- 2003: Lady Fellatio in the Doghouse – Flick Shagwell & Gino Greco
- 2004: Heavy Handfuls 3 – Nevaeh Ashton, Felicia Fox, Benjamin Bratt, Jake Malone, Chris Mountain, Tony Sexton & Tyler Wood
- 2005: Cum Swallowing Whores 2 – Ava Devine, Francesca Lé, Guy DiSilva, Rod Fontana, Steven French, Scott Lyons, Mario Rossi & Arnold Schwartzenpecker
- 2006: Squealer – Jassie, Kimberly Kane, Scott Lyons, Scott Nails & Kris Slater
- 2007: Jenna Haze Dark Side – Jenna Haze, Scott Lyons, Arnold Schwartzenpecker, Johnny Fender, Trent Sulari & Donny Schlong
- 2008: Babysitters – Sasha GreySasha Grey

#### Best Oral Sex Scene
(ab 2009 nicht mehr getrennt nach Film und Video)
- 2009: Annette Schwarz – Face Fucking Inc. 3
- 2010: Sasha Grey – Throat: A Cautionary Tale
- 2011: Tori Black – Stripper Diaries
- 2012: Brooklyn Lee & Juelz Ventura – American Cocksucking Sluts
- 2013: Lexi Belle – Massive Facials 4
- 2014: Skin Diamond – Skin
- 2015: Vicki Chase – Let Me Suck You 6
- 2016: Angela White – Angela 2
- 2017: Adriana Chechik – Adriana Chechik: The Ultimate Slut
- 2018: Aidra Fox – Facialized 4
- 2019: Angela White – Angela by Darkko
- 2020: Adriana Chechik – The Adriana Chechik Experience
- 2021: Gianna Dior – Gianna Dior: Blowjob With Eye Contact
- 2022: Riley Reid & Skin Diamond – Oral Queens Riley Reid and Skin Diamond Give Spit Filled Sloppy BJ
- 2023: Laney Grey – Laney Grey Deepthroats All Day
- 2024: Kira Noir – Machine Gunner – Episode 3
- 2025: Chanel Camryn, Jonni Darkko & Milan Ponjevic – Suck Balls 6

#### Best Couples Sex Scene – Film
- 1984: Hot Dreams – Tiffany Clark & Michael Bruce
- 1985: Kinky Business – Ginger Lynn & Tom Byron
- 1986: Ten Little Maidens – Food Orgy
- 1987: Wild Things – John Leslie & Robin Cannes
- 1988: Deep Throat II – Krista Lane u. a.
- 1989: Amanda by Night II – Nina Hartley & Herschel Savage
- 1990: Firestorm 3 – Sharon Kane & Eric Edwards
- 1991: House of Dreams – Beach Sequence
- 1992: X Factor – The Next Generation Taylor Wane & Partner
- 1993: Face Dance, Part I – The Blindfold Butt Orgy
- 1994: Justine – Roxanne Blaze & Mike Horner
- 1995: Dog Walker – Christina Angel & Steven St. Croix
- 1996: Blue Movie – Jenna Jameson & T. T. Boy
- 1997: Jenna Loves Rocco – Jenna Jameson & Rocco Siffredi
- 1998: Red Vibe Diaries – Misty Rain & Marc Wallice
- 1999: Shipwreck – Stephanie Swift & Mickey G.
- 2000: Search for the Snow Leopard – Asia Carrera & James Bonn
- 2001: Facade – Sydnee Steele & Bobby Vitale
- 2002: Fade to Black – Taylor Hayes & Joey Ray
- 2003: Les Vampyres – Ava Vincent & Joel Lawrence
- 2004: Compulsion – Ashley Long & Kurt Lockwood
- 2005: The Masseuse – Jenna Jameson & Justin Sterling
- 2006: Dark Side – Penny Flame & Herschel Savage

#### Best Couples Sex Scene – Video
- 2005: Stuntgirl – Venus & Manuel Ferrara
- 2006: Porn Star – Brittney Skye & Tommy Gunn

#### Best Couples / Boy/Girl Sex Scene
(ab 2009 nicht mehr getrennt nach Film und Video)
- 2009: Monique Alexander & Mr. Marcus – Cry Wolf
- 2010: Amy Ried & Ralph Long – 30 Rock: A XXX Parody
- 2011: Kristina Rose & Manuel Ferrara – Kristina Rose Is Slutwoman
- 2012: Lexi Belle & Manuel Ferrara – The Bombshells 3
- 2013: Alexis Ford & Nacho Vidal – Darkside
- 2014: Riley Reid & Mandingo – Mandingo Massacre
- 2015: Aidra Fox & Ryan Madison – Jean Fucking
- 2016: Abigail Mac & Flash Brown – Black & White 4
- 2017: Kendra Sunderland & Mick Blue – Natural Beauties
- 2018: Angela White & Manuel Ferrara – Angela 3
- 2019: Avi Love & Ramón Nomar – The Possession of Mrs. Hyde
- 2020: Gianna Dior & Mick Blue – Unlocked
- 2021: Maitland Ward & Pressure – Higher Power
- 2022: Gianna Dior & Troy Francisco – Psychosexual Part 1
- 2023: Blake Blossom & Jax Slayher – Dream Slut, Blonde, Stacked, Blake Blossom Worships Jax Slayher's Giant Cock
- 2024: Violet Myers & Chris Diamond – She Ruined Me
- 2025: Angel Windell & Chris Diamond – Nine

#### Best Sex Scene Coupling – Film
- 2007: Emperor – Janine Lindemulder & Manuel Ferrara
- 2008: Layout – Penny Flame & Tom Byron

#### Best Sex Scene Coupling – Video
- 2007: Slave Dolls – Tiffany Mynx & Manuel Ferrara
- 2008: Evil Anal 2 – Jenna Haze & Manuel Ferrara

#### Best Gangbang Scene
- 2020: Angela White, Markus Dupree, Mick Blue, Steve Holmes, Prince Yahshua, Jon Jon, Jon Strong, Robby Echo, Eric John, Rob Piper, Mr. Pete & Eddie Jaye – Angela White: Dark Side
- 2021: Adriana Chechik, Alex Jones, Eddie Jaye, John Strong, Markus Dupree, Rob Piper & Scotty P. – Adriana Chechik's Extreme Gangbang
- 2022: Emily Willis, Rob Piper, Anton Harden, Isiah Maxwell & Tee Reel – Influence Emily Willis Part 4
- 2023: Angela White, Mick Blue, John Strong, Isiah Maxwell, Zac Wild & Oliver Flynn – Take Control
- 2024: Angela White, Alex Mack, John Strong, Eddie Jaye, Vince Karter, Will Pounder, Scotty P & Mazee the Goat – Angela White: Unbound Part 4
- 2025: Anna Claire Clouds, Damon Dice, Jax Slayher, Hollywood Cash, Vince Karter, John Strong, Milan Ponjevic, Chocolate God & Nade Nasty – Anna Claire Clouds Dark Side – Part 4: 9-Man Gang Bang Challenge

#### Best Group Sex Scene – Film
- 1994: New Wave Hookers 3 – Crystal Wilder, Tyffany Million, Lacy Rose, Francesca Lé, Jon Dough & Rocco Siffredi
- 1995: Sex – Debi Diamond, Diva, Misty Rain & Gerry Pike
- 1996: Borderline – Orgy Finale
- 1997: The Show – Christy Canyon, Tony Tedeschi, Vince Vouyer & Steven St. Croix
- 1998: Zazel – Anna Romero, Sasha Vinni, Kevin James & Drew Reese
- 1999: The Masseuse 3 – Taylor Hayes, Mr. Marcus & Billy Glide
- 2000: Nothing To Hide 3 & 4 – Wendi Knight, Brandon Iron, Pat Myne & Michael J. Cox
- 2001: Les Vampyres – Wendi Knight, Violet Luv & Brandon Iron
- 2002: Fade to Black – Taylor Hayes, Taylor St. Clair & Dale DaBone
- 2003: The Fashionistas – Friday, Taylor St. Clair, Sharon Wild & Rocco Siffredi
- 2004: Looking In – Dru Berrymore, Anne Marie, Taylor St. Clair, Savanna Samson, Dale DaBone, Mickey G. & Steven St. Croix
- 2005: Dual Identity – Katsuni, Savanna Samson & Alec Metro
- 2006: Dark Side – Alicia Alighatti, Penny Flame, Dillan Lauren, Hillary Scott, Randy Spears & John West
- 2007: FUCK – Carmen Hart, Katsuni, Kirsten Price, Mia Smiles, Eric Masterson, Chris Cannon, Tommy Gunn & Randy Spears
- 2008: Debbie Does Dallas … Again – Stefani Morgan, Savanna Samson, Monique Alexander, Evan Stone, Christian & Jay Huntington

#### Best Group Sex Scene – Video
- 1989: Ghostess With The Mostest – Aja, Dana Lynn, Lisa Bright, Blake Palmer & Joey Silvera
- 1990: Gang Bangs 2 – Marc Wallice, Blake Palmer, Randy West, Jesse Eastern & Debi Diamond
- 1991: Buttman's Ultimate Workout – Rocco Siffredi, Alexandra Quinn & Sunny McKay
- 1992: Buttman's European Vacation – Rocco Siffredi, Silver & Zara Whites
- 1993: Ashlyn Gere's Realities 2 – Marc Wallice, T. T. Boy & Ashlyn Gere
- 1994: A Blaze Of Glory – Steven St. Croix, Roxanne Blaze & Crystal Wilder
- 1995: Pussyman 5 – Tony Martino, Gerry Pike, Leena La Bianca, Lacy Rose & Alex Sanders
- 1996: World Sex Tour – Stephanie Sartori, Erika Bella, Mark Davis & Sean Michaels
- 1997: Buttman's Bend Over Babes 4 – Hakan, Taren Steele, Missy & Alex Sanders
- 1998: Gluteus to the Maximus – Peter North, Alyssa Love, Holli Woods, Katie Gold & Shay Sweet
- 1999: Tushy Heaven – Sean Michaels, Alisha Klass, Samantha Stylle, Halli Aston & Wendi Knight
- 2000: Tristan Taormino’s Ultimate Guide to Anal Sex for Women – Final Orgy
- 2001: Mission to Uranus – Alisha Klass, McKayla Matthews & Hakan Serbes
- 2002: Succubus – Ava Vincent, Bridgette Kerkove, Nikita Denise, Herschel Savage & Trevor
- 2003: Assficionado – Angel Long, Jay Ashley & Pat Myne
- 2004: Back 2 Evil – Ashley Long, Julie Night, Nacho Vidal & Manuel Ferrara
- 2005: Orgy World 7 – Venus, Ariana Jollee, Staci Thorn, Zena, Louisa, Trinity, Jasmine, Nike, Melanie X & andere
- 2006: Squealer – Smokey Flame, Audrey Hollander, Jassie, Kimberly Kane, Otto Bauer, Scott Lyons, Kris Slater & Scott Nails
- 2007: Fashionistas Safado – The Challenge – Belladonna, Melissa Lauren, Jenna Haze, Gianna, Sandra Romain, Adrianna Nicole, Flower Tucci, Sasha Grey, Nicole Sheridan, Marie Luv, Caroline Pierce, Lea Baren, Jewell Marceau, Jean Val Jean, Christian XXX, Voodoo, Chris Charming, Erik Everhard, Mr. Pete, Rocco Siffredi
- 2008: Fashionistas Safado: Berlin – Annette Schwarz, Sintia Stone, Judith Fox, Vanessa Hill & Rocco Siffredi

#### Best Group / (Foursome /) Orgy Sex Scene
(ab 2009 nicht mehr getrennt nach Film und Video)
- 2009: Hillary Scott, Heidi Mayne, Mark Davis, Alec Knight, Cheyne Collins & Alex Sanders – Icon
- 2010: Jayden Jaymes, Kaylani Lei, Alektra Blue, Tory Lane, Kayla Carrera, Jessica Drake, Kirsten Price, Mikayla Mendez, Randy Spears, Brad Armstrong, Rocco Reed, Marcus London, Mick Blue & T.J. Cummings – 2040
- 2011: Alexis Texas, Kristina Rose, Gracie Glam & Michael Stefano – Buttwoman vs. Slutwoman
- 2012: Asa Akira, Erik Everhard, Toni Ribas, Danny Mountain, Jon Jon, Broc Adams, Ramón Nomar & John Strong – Asa Akira Is Insatiable 2
- 2013: Asa Akira, Erik Everhard, Ramón Nomar & Mick Blue – Asa Akira Is Insatiable 3
- 2014: Bonnie Rotten, Karlo Karrera, Tony DeSergio, Jordan Ash & Mick Blue – The Gang Bang of Bonnie Rotten
- 2015: A.J. Applegate, John Strong, Erik Everhard, Mr. Pete, Mick Blue, Ramón Nomar, Jon Jon & James Deen – Gangbang Me
- 2016: Keisha Grey, Mick Blue, James Deen, Jon Jon, John Strong & Erik Everhard – Gangbang Me 2
- 2017: Aria Alexander, Cherie DeVille, Jojo Kiss, Katrina Jade, Casey Calvert, Goldie Rush, Keisha Grey, Prince Yahshua, Lexington Steele & Rico Strong – Orgy Masters 8
- 2018: Angela White, Mick Blue, Xander Corvus, Markus Dupree, Toni Ribas & John Strong – Angela 3
- 2019: Tori Black, Jessa Rhodes, Mia Malkova, Abella Danger, Kira Noir, Vicki Chase, Angela White, Ana Foxxx, Bambino, Mick Blue, Ricky Johnson, Ryan Driller & Alex Jones – After Dark
- 2020: Angela White, Autumn Falls, Alina Lopez, Lena Paul & Manuel Ferrara – Drive
- 2021: Angela White, Whitney Wright, Britney Amber, India Summer, Jane Wilde, Avi Love, Seth Gamble, Codey Steele, Ryan Driller & Eric Masterson – Climax
- 2022: Marica Hase, Lulu Chu, Scarlit Scandal, Mona Wales, Destiny Cruz & Oliver Flynn – Chaired
- 2023: Violet Myers, Vicki Chase, Vic Marie, Vanna Bardot, Nicole Doshi, Savannah Bond, Anton Harden, Richard Mann, Isiah Maxwell, Jonathan Jordan, Brickzilla, Garland, Jamie Knoxx, Jay Hefner, John Legendary, Tyrone Love, Stretch & Zaddy – High Gear
- 2024: Gianna Dior, Kylie Rocket, Richard Mann & Dwayne Fox – All for Us
- 2025: Angela White, Cherie DeVille, Alexis Fawx, Monique Alexander, Luna Star, Ryan Reid, Gal Ritchie, Queenie Sateen, Kira Noir, Kayley Gunner, Abigaiil Morris, Lily Lou, JMac, Manuel Ferrara, Mick Blue, Keiran Lee, Van Wylde, Alex Jones, Ricky Johnson, Scott Nails, Hollywood Cash & Isiah Maxwell – 20 for 20

#### Best POV Sex Scene
- 2007: Naomi & Tommy Gunn – Jack’s POV 2
- 2008: Sunny Lane – Goo Girls 26
- 2009: Tory Lane, Katja Kassin & Erik Everhard – Double Vision 2
- 2010: Kagney Linn Karter – Pound The Round P.O.V.
- 2011: Tori Black – Jack’s POV 15
- 2012: Andy San Dimas, Bobbi Starr & Erik Everhard – Double Vision 3
- 2013: Asa Akira & Jules Jordan – Asa Akira to the Limit
- 2014: Kennedy Leigh & Jules Jordan – Ultimate Fuck Toy: Kennedy Leigh
- 2015: Phoenix Marie & Lexington Steele – Lex’s Point of View
- 2016: Jillian Janson, Aidra Fox & Jules Jordan – Eye Contact
- 2020: Karma Rx & Manuel Ferrara – Manuel’s Fucking POV 12
- 2021: Emily Willis & Mick Blue – Emily Willis: Car BJ & POV Fucking
- 2022: Kenzie Reeves & Mr. Lucky – Kenzie Reeves Is Out of This World
- 2023: Anna Claire Clouds & Manuel Ferrara – Manuel’s Fucking POV 14 – Scene 3
- 2024: Angel Youngs & Mr. Lucky – Big Tit Teen Angel Youngs Creampie
- 2025: Emma Hix & Jules Jordan – Emma Hix POV Anal

#### Best Masturbation / Solo Sex Scene
- 2000: Chloe – Chloe’s What Makes You Cum?
- 2001: Devinn Lane – In Style
- 2002: Kim Chambers – Edge Play
- 2003: Jenna Haze – Big Bottom Sadie
- 2004: Brooke Ballentyne – Screaming Orgasms 11
- 2005: Penny Flame – Repo Girl
- 2006: Katja Kassin – Anal Showdown
- 2007: Alana Evans – Corruption
- 2008: Eva Angelina – Upload
- 2009: Teagan Presley – Not Bewitched XXX
- 2010: Teagan Presley – Not The Bradys XXX: Marcia, Marcia, Marcia!
- 2011: Joanna Angel – Rebel Girl
- 2012: Asa Akira – Superstar Showdown 2: Asa Akira vs. Kristina Rose
- 2013: Joanna Angel – Joanna Angel: Filthy Whore
- 2014: Maddy O’Reilly – Not the Wizard of Oz XXX

#### Best Trans Acting Performance / Trans/X Thespian
- 2022: Casey Kisses – Casey: A True Story
- 2023: Ariel Demure – Under Her Wing
- 2024: Daisy Taylor – Daisy’s Flower Box
- 2025: Ariel Demure – Gorgons & Goddesses

#### Best Three-Way Sex Scene
(bis 2010 nicht nach Geschlecht getrennt)
- 2004: Jessica Darlin, Jules Jordan & Brian Pumper – Weapons of Ass Destruction 2
- 2005: Dani Woodward, Barrett Blade & Kurt Lockwood – Erotic Stories: Lovers & Cheaters
- 2006: Tyla Wynn, Michael Stefano & John Strong – Tease Me Then Please Me 2
- 2007: Sasha Grey, Sandra Romain & Manuel Ferrara – Fuck Slaves
- 2008: Katsuni, Melissa Lauren & Rocco Siffredi – Fashionistas Safado: Berlin
- 2009: Jenny Hendrix, Delilah Strong & Michael Stefano – The Jenny Hendrix Anal Experience
- 2010: Tori Black, Rebeca Linares & Mark Ashley – Tori Black Is Pretty Filthy

#### Best Three-Way Sex Scene (G/G/B)
- 2011: Kimberly Kane, Krissy Lynn & Mr. Pete – The Condemned
- 2012: Kristina Rose, Nacho Vidal & Jada Stevens – Ass Worship 13
- 2013: Asa Akira, James Deen & Brooklyn Lee – Asa Akira Is Insatiable 3
- 2014: Remy LaCroix, Manuel Ferrara & Riley Reid – Remy 2
- 2015: Dani Daniels, Rob Piper & Anikka Albrite – Dani Daniels Deeper
- 2016: Anikka Albrite, Mick Blue & Valentina Nappi – Anikka's Anal Sluts
- 2017: Alex Grey, Cristian Devil & Karla Kush – Anal Beauty 4
- 2018: Riley Reid, Mick Blue & Megan Rain – Young & Beautiful
- 2019: Angela White, Markus Dupree & Kissa Sins – The Corruption of Kissa Sins
- 2020: Maitland Ward, Manuel Ferrara & Ivy Lebelle – Drive
- 2021: Scarlit Scandal, Rob Piper & Gianna Dior – Muse
- 2022: Vanna Bardot, Oliver Flynn, Avery Cristy – Another Person
- 2023: Jazmin Luv, Anton Harden & Anna Claire Clouds – Let’s All Be Friends
- 2024: Jane Wilde, Troy Francisco & Avery Black – All In
- 2025: Kimmy Granger, Seth Gamble & Adria Rae – Gold Diggers – Episode 5

#### Best Three-Way / Tag-Team Sex Scene (G/B/B)
- 2011: Asa Akira, Prince Yahshua & Jon Jon – Asa Akira Is Insatiable
- 2012: Asa Akira, Toni Ribas & Mick Blue – Asa Akira Is Insatiable 2
- 2013: Lexi Belle, Ramón Nomar & Mick Blue – Lexi
- 2014: Anikka Albrite, Ramón Nomar & James Deen – Anikka
- 2015: Allie Haze, Ramón Nomar & Mick Blue – Allie
- 2016: Carter Cruise, Flash Brown & Jason Brown – Carter Cruise Obsession
- 2017: Kleio Valentien, Tommy Pistol & Charles Dera – Suicide Squad XXX: An Axel Braun Parody
- 2018: Kendra Sunderland, Jason Brown & Ricky Johnson – Kendra's Obsession
- 2019: Honey Gold, Chris Strokes & Jules Jordan – Slut Puppies 12
- 2020: Autumn Falls, Jules Jordan & Markus Dupree – Jules Jordan’s Three Ways
- 2021: Emily Willis, Prince Yahshua & Rob Piper – The Insatiable Emily Willis
- 2022: Gianna Dior, Rob Piper & Jax Slayher – Psychosexual Part 4
- 2023: Gianna Dior, Mick Blue & Steve Holmes – Gianna 4 You
- 2024: Kira Noir, Charles Dera & Scott Nails – Machine Gunner – Episode 2
- 2025: Xxlayna Marie, Zac Wild & Vince Karter – It's Double Trouble for Xxlayna Marie

#### Best Transsexual Sex Scene
- 2013: Foxxxy & Christian XXX – American Tranny 2
- 2014: Zoey Monroe & Jacqueline Woods – Rogue Adventures 38
- 2015: Venus Lux & Dana Vespoli – TS, I Love You
- 2016: Vixxen Goddess & Adriana Chechik – TS Playground 21
- 2017: Buck Angel & Valentina Nappi – Girl/Boy 2
- 2018: Adriana Chechik & Aubrey Kate – Adriana Chechik Is the Squirt Queen
- 2019: Aubrey Kate, Lance Hart, Eli Hunter, Will Havoc, Ruckus, Colby Jansen & D. Arclyte – Aubrey Kate: TS Superstar
- 2020: Aubrey Kate & Kenzie Taylor – Captain Marvel XXX: An Axel Braun Parody

#### Best Transgender/Trans One-on-One Sex Scene
- 2021: Khloe Kay & Aubrey Kate – The TS Life 2
- 2022: Aubrey Kate & Small Hands – Succubus
- 2023: Jade Venus & Ariel Demure – Jade + Ariel: Sealed With a Cum Kiss
- 2024: Kasey Kei & Casey Calvert – Muses: Kasey Kei
- 2025: Jade Venus & Emma Rosie – Trans Slumber Party – Scene 4

#### Best Transgender/Trans Group Sex Scene
- 2020: Chanel Santini, Lance Hart, Will Havoc, Dante Colle, Pierce Paris & Wolf Hudson – Chanel Santini: TS Superstar
- 2021: Natalie Mars, Khloe Kay & Adriana Chechik – Stay Gold
- 2022: Aubrey Kate, Jane Wilde & Small Hands – Succubus
- 2023: Emma Rose, Khloe Kay & Kenzie Anne – The Cum Sauna
- 2024: Izzy Wilde, Lola Morena & Billie Beaumont – Horny Golden Goddesses
- 2025: Ariel Demure, Brittney Kade, Emma Rose, Eva Maxim, Izzy Wilde, Jade Venus, Kasey Kei, Khloe Kay, Leilani Li, Foxxy & Tori Easto – Gorgons & Goddesses

#### Best Virtual Reality Sex Scene
- 2017: Joanna Angel, Abella Danger & Manuel Ferrara – Angel'n Danger
- 2018: Adriana Chechik, Megan Rain, Arya Fae & Tommy Gunn – Zombie Slayers
- 2019: Marley Brinx & John Strong – Wonder Woman
- 2020: Kenzie Reeves, Sofie Reyez, Jillian Janson, Gina Valentina & Tommy Gunn – The Wanking Dead: Doctor’s Orders
- 2021: Aidra Fox & Will Pounder – The Cabin in the Woods
- 2022: Alexis Tae & Nathan Bronson – Star Wars The Mandalorian: Ahsoka Tano A XXX Parody
- 2023: Apryl Rein, Coco Lovelock, Delilah Day, Haley Spades, Penelope Kay, Charly Summer, Kyler Quinn, Leana Lovings, Blake Blossom, Aubree Valentine, Laney Grey, Madi Laine, Avery Black, Alexia Anders, Izzy Lush & John Strong – Dream Team

#### Best VR Group Sex Scene
- 2024: Blake Blossom, Angel Youngs, Tru Kait & John Strong – Mile High Club
- 2025: Angel Windell, Lola Fae & John Strong – Goth Girls: Tea Party

#### Best VR One-on-One Sex Scene
- 2024: Blake Blossom & Ryan Driller – Dante's Inferno: Beatrice A XXX Parody
- 2025: Molly Little & Jerry Kovak – Upgraded Barbie Molly Little

#### Best VR Trans Sex Scene
- 2024: Emma Rose & Dante Colle – Measure Me
- 2025: Ember Fiera & Steve Rickz – Ember’s Long Stretch!

#### Best Sex Scene in a Foreign-Shot Production
- 1999: Agness, Anna, Jessika Forister, Laura, Laura Black, Lina, Niki Blue, David Perry, Andrew Youngman & eine weitere Person – Euro Angels 10
- 2000: Rocco Siffredi, Kelly Stafford, Alba del Monte & Nacho Vidal – When Rocco Meats Kelly 2
- 2001: Isabella, Jazmine Rose & Nacho Vidal – Buttman's Anal Divas
- 2002: Amanda Angel & Catherine Count – Rocco: Animal Trainer 4
- 2003: Rocco Siffredi, Veronica Carso, Bambie Dolce, Mandy Bright, Nikita, Elinor Gasset, Sheila Scott, Petra Short & Stella Virgin – Ass Collector
- 2004: Katsuni & Steve Holmes – Katsumi's Affair
- 2005: Rocco’s 10 Girl Reverse Gang Bang mit Rocco Siffredi – Rocco Ravishes Russia
- 2006: Sandra Romain, JYL, Kid Jamaica & Nick Land – Euro Domination
- 2007: Isabel Ice, Sandra Romain, Dora Venter, Cathy, Karina, Nicol, Puma Black, Erik Everhard, Steve Holmes & Robert Rosenberg – Outnumbered 4
- 2008: Gianna, Vanessa Hill, Sarah James, Marsha Lord, Poppy Morgan, Kelly Stafford, Jazz Duro, Omar Galanti, Kid Jamaica & Joachim Kessef – Furious Fuckers Final Race
- 2009: Bonny Bon, Anthony Hardwood, Mugar, Nick Lang, Frank Gun & Lauro Giotto – Ass Traffic 3
- 2010: Aletta Ocean, George Uhl & Oliver Sanchez – Dollz House
- 2011: Tori Black, Steve Holmes & Jazz Duro – Tori Black Nymphomania
- 2012: Brooklyn Lee & Ian Scott – Mission Asspossible
- 2013: Bibi Noel, Mira Sunset & Rocco Siffredi – Aliz Loves Rocco
- 2014: Aleska Diamond, Anna Polina, Anissa Kate, Angel Piaff, Rita Peach, Tarra White & Mike Angelo – The Ingenuous
- 2015: Samantha Bentley, Henessy & Rocco Siffredi – Rocco’s Perfect Slaves
- 2016: Victoria Summers & Danny D – The Doctor
- 2017: Misha Cross & Nikita Bellucci – Hard in Love
- 2018: Claire Castel, Kristof Cale, Math & Ricky Mancini – Claire Desires of Submission
- 2019: Alexa Tomas, Megan Rain, Apolonia Lapiedra & Emilio Ardana – Undercover

#### Best Foreign-Shot/International All-Girl/Lesbian Sex Scene
- 2019: Megan Rain & Mina Sauvage – Undercover
- 2020: Misha Cross, Amirah Adara, Anna de Ville, Sophie Sparks & Tiffany Tatum – Bacchanalia
- 2021: Little Caprice & Liya Silver – Tender Kiss
- 2022: Little Caprice & Lottie Magne – Caprice Divas Luscious
- 2023: Little Caprice & Agatha Vega – Wonder Women
- 2024: Little Caprice & Eva Elfie – Dollhouse 2
- 2025: Venera Maxima & Lia Lin – What Is Love – Scene 2

#### Best Foreign-Shot/International Anal Sex Scene
- 2019: Cléa Gaultier, Kristof Cale & Charlie Dean – The Prisoner
- 2020: Misha Cross & Ramon Nomar – Elements
- 2021: Naomi Swann & Christian Clay – Sex With Strangers
- 2022: Jia Lissa & Christian Clay – Jia Episode 4
- 2023: Vina Sky & Vince Karter – Vina Sky: French Tour De Anal
- 2024: Vanessa Alessia & Vince Karter – In Vogue Part 2
- 2025: Ella Hughes & Xander Corvus – Scandalous – Scene 1

#### Best Foreign-Shot/International Boy/Girl Sex Scene
- 2019: Rose Valerie & Ricky Mancini – Rose
- 2020: Liya Silver & Ricky Mancini – Liya 4 You
- 2021: Liya Silver & Manuel Ferrara – Manuel’s Euro Tour: Paris
- 2022: Lexi Belle & Alberto Blanco – Give In, Vibes 3
- 2023: Liya Silver & Joss Lescaf – The Spanish Stallion: Angie Lynx vs. Liya Silver, Scene 2
- 2024: Mia Nix & Chris Diamond – Secret Side
- 2025: Agatha Vega & Kristof Cale – Impulses 5 – Scene 5

#### Best Foreign-Shot/International Group Sex Scene
- 2019: Alexa Tomas, Megan Rain, Apolonia Lapiedra & Emilio Ardana – Undercover
- 2020: Jia Lissa, Ella Hughes & Jason Luv – Double Dare
- 2021: Naomi Swann, Talia Mint & Alberto Blanco – Our Secret Place
- 2022: Emily Willis, Little Caprice, Apolonia Lapiedra & Alberto Blanco – Better Together, Vibes 4
- 2023: Sara Bell, Martina Smeraldi, Yves Morgan, Oscar Batty & Mike Chapman – Rocco's Double Trouble 5, Scene 2
- 2024: Little Caprice, Rika Fane, Stanley Johnson & Marcello Bravo – Newly Engaged Swingers
- 2025: Lumi Ray, Megan Love, Sia Siberia, Christian Clay, Jimmy Bud & Marco Bull – Hotel Vixen Season 2 Episode 9: Going Stag

#### Most Outrageous Sex Scene
- 1995: Bionca, Debi Diamond & Tammi Ann – Depraved Fantasies
- 1996: Channone, David Perry & Jean-Yves Le Castel – Private Video Magazine 20
- 1997: Misty Rain, Missy & Caressa Savage – Buttslammers 13
- 1998: Kiss & Mila – My Girlfriend's Girlfriend („Anal Food Express“)
- 1999: Mila – Ass Artist
- 2000: Mila, Herschel Savage & Dave Hardman – Perverted Stories 22 („The Devil Made Her Do It“)
- 2001: Bridgette Kerkove & Tyce Bune – In the Days of Whore („The Detached Cock“)
- 2002: Kristen Kane, Rafe & Herschel Savage – Perverted Stories 31 („Pussy Face“)
- 2003: Autumn Haze – Autumn Haze vs. Son of Dong
- 2004: Julie Night, Maggie Star & Mr. Pete – Perverted Stories The Movie („Love in an Abbatoir“)
- 2005: Chloe, Ava Vincent & Randy Spears – Misty Beethoven: The Musical („Randy’s Singing Penis“)
- 2006: Joanna Angel – Re-Penetrator („Blood, Disembowelment, and Fucking....What Fun“)
- 2007: Ashley Blue, Amber Wild & Steve French – Girlvert 11 („Meat Is Murder“)
- 2008: Cindy Crawford, Rick Masters & Audrey Hollander – Ass Blasting Felching Anal Whores („There are Some Things Even an Asshole Shouldn’t Attempt“)
- 2009: Caroline Pierce, Christian, Rucca Page, Nikki Rhodes, Emma Cummings, Annie Cruz, Kaci Starr, Rebecca Lane, Kiwi Ling & weitere Zombiedarstellerinnen – Night of the Giving Head („When There’s No More Room in Hell …“)
- 2010: Bobbi Starr – Belladonna: No Warning 4 („Go Fuck Yourself“)
- 2011: Adrianna Nicole, Amy Brooke & Allie Haze – Belladonna: Fetish Fanatic 8 („Enema Boot Camp“)
- 2012: Brooklyn Lee & Juelz Ventura – American Cocksucking Sluts („Suck My Sack With a Straw“)
- 2013: Brooklyn Lee & Rocco Siffredi – Voracious: The First Season („Clothespin-Head“)
- 2015: Adriana Chechik, Erik Everhard, James Deen & Mick Blue – Gangbang Me („Two's Company, Three's a Crowd“)
- 2016: Lea Lexis & Tommy Pistol – Analmals („Nightmare for the Dairy Council“)
- 2017: Holly Hendrix, Adriana Chechik & Markus Dupree – Holly Hendrix's Anal Experience („Creamy Bottom Fun Ball Happy Time“)
- 2018: Leya Falcon & Ophelia Rain – Viking Girls Gone Horny („Well There's ONE Place You Can Put an AVN Award“)
- 2019: Charlotte Sartre, Margot Downonme & Tommy Pistol – The Puppet Inside Me („My First Boy/Girl/Puppet“)
- 2020: Cherie DeVille & Michael Vegas – The Ghost Rocket
- 2021: Victoria Voxxx, Julia Ann & Steve Holmes – Ministry of Evil („Move Over, Linda Blair“)
- 2022: Scarlet Chase – Anal Slime Bath
- 2023: Ashley Lane & Tommy Pistol – The Bargain
- 2024: Ana Foxxx & Tommy Pistol – Raining Blood (oder „Night of the Jizzed-In Dead“)
- 2025: Valentina Nappi – Trentebeard” (oder „Dead by Dawn“)

### Technical Awards
liste

#### Best Screenplay – Film
- 1984: Puss ’n Boots – Chuck Vincent & Rick Marx
- 1985: Dixie Ray, Hollywood Star – Dean Rogers
- 1986: Raw Talent – Joyce Snyder
- 1987: Sexually Altered States – Pamela Penn
- 1988: Deep Throat II – Rinse Dream
- 1989: Amanda by Night II – Harold Lime
- 1990: The Nicole Stanton Story – Rick Marx
- 1991: The Masseuse – Mark Haggard
- 1992: On Trial – Carl Esser
- 1993: The Secret Garden 1 & 2 – Michael Torino
- 1994: Justine – Paul Thomas
- 1995: Dog Walker – John Leslie
- 1996: Cinesex 1 & 2 – Raven Touchstone
- 1997: Bobby Sox – Raven Touchstone
- 1998: Bad Wives – Dean Nash
- 1999: Looker – Martin Brimmer & Nic Cramer
- 2000: Seven Deadly Sins – Ren Savant & Eugenie Brown
- 2001: Watchers – Michael Raven & George Kaplan
- 2002: Fade to Black – Dean Nash
- 2003: Falling From Grace – Daniel Metcalf, Brad Armstrong & Jonathan Morgan
- 2004: Compulsion – Axel Braun
- 2005: The Collector – Brad Armstrong
- 2006: The New Devil in Miss Jones – Dean Nash & Raven Touchstone
- 2007: Manhunters – Brad Armstrong
- 2008: Layout – Phil Noir

#### Best Screenplay – Video
- 1986: Dangerous Stuff – Anne Randall
- 1987: Debbie Duz Dishes – John Ferguson
- 1988: Hands Off – Michael Ellis
- 1989: The Catwoman – Mark Weiss & John Leslie
- 1990: Cheeks II: The Bitter End – Jace Rocker & Britt Morgan
- 1991: The Last X-Rated Movie – Anne Randall
- 1992: Cheeks IV: A Backstreet Affair – Jace Rocker & Britt Morgan
- 1993: The Party – Jack Stephan et Michael Ellis
- 1994: Haunted Nights – Jace Rocker & Jonathan Morgan
- 1995: The Face – Mitchell Spinelli
- 1996: Risqué Burlesque – Jace Rocker
- 1997: Silver Screen Confidential – Jace Rocker
- 1998: Crazed – Jonathan Morgan
- 1999: Barefoot Confidential – Mark Archer
- 2000: Double Feature! – Martin Brimmer & Jonathan Morgan
- 2001: Raw – Antonio Passolini
- 2002: Euphoria – David Aaron Clark & Brad Armstrong
- 2003: Breathless – Michael Raven & Devan Sapphire
- 2004: Beautiful – Michael Raven & George Kaplan
- 2005: Pretty Girl – David Stanley
- 2006: Camp Cuddly Pines Powertool Massacre – Stormy Daniels, Jonathan Morgan & August Warwick
- 2007: Corruption – Alvin Edwards & Eli Cross
- 2008: Upload – Alvin Edwards & Eli Cross

#### Best Screenplay
(ab 2009 nicht mehr getrennt nach Film und Video)
- 2009: Joone & Max Massimo – Pirates II: Stagnetti’s Revenge
- 2010: Raven Touchstone – Throat: A Cautionary Tale
- 2011: David Stanley – The Condemned
- 2012: Jacky St. James – Dear Abby
- 2013: Graham Travis – Wasteland
- 2014: Brad Armstrong – Underworld
- 2015: Brad Armstrong – Aftermath
- 2016: Jacky St. James – The Submission of Emma Marx: Boundaries
- 2017: Jacky St. James – The Submission of Emma Marx: Exposed
- 2018: Will Ryder – Bad Babes Inc.
- 2019: Lasse Braun, Axel Braun & Rikki Braun – The Possession of Mrs. Hyde
- 2022: Casey Kisses, Joanna Angel & Shawn Alff – Casey: A True Story

#### Best Screenplay – Movie or Limited Series / Feature/Extended Work
- 2023: James Avalon – Dark Is the Night
- 2024: Casey Calvert & Mark Logan – Primary 3
- 2025: Eddie Nova – Sunny Goldmelons

#### Best Screenplay – Parody
- 2011: Axel Braun – Batman XXX: A Porn Parody
- 2012: Brad Armstrong & Hank Shenanigan – The Rocki Whore Picture Show: A Hardcore Parody
- 2013: Axel Braun & Mark Logan – Star Wars XXX: A Porn Parody
- 2014: David Stanley – Clerks XXX: A Porn Parody
- 2015: Axel Braun & Eli Cross – 24 XXX: An Axel Braun Parody
- 2016: Axel Braun & Mark Logan – Batman v Superman XXX: An Axel Braun Parody
- 2017: Axel Braun – Suicide Squad XXX: An Axel Braun Parody

#### Best Comedic Screenplay
- 2020: Will Ryder – Love Emergency
- 2021: Joanna Angel & Shawn Alff – Evil Tiki Babes

#### Best Dramatic Screenplay
- 2020: Bree Mills – Perspective
- 2021: Kayden Kross – Muse

#### Best Screenplay – Featurette
- 2022: Axel Braun – Black Widow XXX: An Axel Braun Parody
- 2023: Ricky Greenwood – One Last Kiss
- 2024: Bree Mills & Seth Gamble – Polar Opposites
- 2025: Kyle McQueen, Tanner Moody & Jeffrey John Hart – Broken Butterfly: The Perfect Shade of Blu

#### Best Art Direction – Film
- 2005: The Collector
- 2006: The New Devil in Miss Jones
- 2007: FUCK – Rod Hopkins
- 2008: The Craving

#### Best Art Direction – Video
- 2005: In The Garden of Shadows
- 2006: Catherine
- 2007: Sacred Sin – John Sykes
- 2008: Fashionistas Safado: Berlin

#### Best Art Direction
(ab 2009 nicht mehr getrennt nach Film und Video)
- 2009: Pirates II: Stagnetti’s Revenge
- 2010: 2040
- 2011: BatfXXX: Dark Night Parody
- 2012: The Rocki Whore Picture Show: A Hardcore Parody
- 2013: Star Wars XXX: A Porn Parody
- 2014: Underworld
- 2015: Apocalypse X
- 2016: Batman v Superman XXX: An Axel Braun Parody
- 2017: Suicide Squad XXX: An Axel Braun Parody
- 2018: Justice League XXX: An Axel Braun Parody
- 2019: Deadpool XXX: An Axel Braun Parody
- 2020: Drive
- 2021: Muse
- 2022: Muse Season 2
- 2023: SpideyPool XXX: An Axel Braun Parody
- 2024: Space Junk
- 2025: Project X

#### Best Cinematography
- 1984: All American Girls – Ken Gibb
- 1985: Dixie Ray, Hollywood Star – Fred Andes
- 1986: Raw Talent – Larry Revene
- 1987: Star Angel – Sandy Beach
- 1988: Firestorm II – Elroy Brandy
- 1989: Miami Spice II – Mr. Ed
- 1990: Night Trips – Andrew Blake
- 1991: House of Dreams – Andrew Blake
- 1992: Wild Goose Chase – John Stagliano
- 1993: Face Dance, Parts I & II – John Stagliano
- 1994: Hidden Obsession – Andrew Blake
- 1995: Dog Walker – Jack Remy
- 1996: Sex 2 – Bill Smith
- 1997: Unleashed – Andrew Blake
- 1998: Zazel – Philip Mond
- 1999: Looker – Jack Remy
- 2000: Search for the Snow Leopard – Johnny English
- 2001: Dream Quest – Jake Jacobs & Ralph Parfait
- 2002: Blond & Brunettes – Andrew Blake
- 2003: The Villa – Andrew Blake
- 2004: Hard Edge – Andrew Blake
- 2005: Flirts – Andrew Blake
- 2006: The New Devil in Miss Jones – Ralph Parfait
- 2007: FUCK – François Clousot
- 2008: Fashion Underground
- 2009: Paid Companions – Andrew Blake
- 2010: The 8th Day – Ren Savant & David Lord
- 2011: BatfXXX: Dark Night Parody – Fliktor & Butch
- 2012: Spiderman XXX: A Porn Parody – Axel Braun & Eli Cross
- 2013: Wasteland – Alex Ladd, Carlos D. & Mason
- 2014: Underworld – Francois Clousot
- 2015: Apocalypse X – Billy Visual & Jakodema
- 2016: Being Riley – Greg Lansky
- 2017: The Submission of Emma Marx: Exposed – Eddie Powell
- 2018: Sacrosanct – Winston Henry & Alex Ladd
- 2019: After Dark – Winston Henry
- 2020: Drive – Winston Henry & Set Walker
- 2021: Mistress Maitland – Winston Henry & Set Walker
- 2022: Mistress Maitland 2 – Set Walker
- 2023: Goddess and the Seed – Set Walker
- 2024: Ashford Manor – Viki Collins
- 2025: Dirty Cops – Matt Holder

#### Best Videography
- 2004: Rawhide
- 2005: In The Garden of Shadows – Barry Wood, Chris Hall
- 2006: Dark Angels 2: Bloodline – Nic Andrews
- 2007: Sacred Sin – Barry Wood
- 2008: Black Worm
- 2009: Pirates II: Stagnetti’s Revenge – Joone & Oliver Henry

#### Best Makeup (& Hair)
- 2009: Pirates II: Stagnetti’s Revenge
- 2010: The 8th Day – Christi Belden, Lisa Berczel, Leonard Berczel, Nicki Hunter & Julia Ann
- 2011: BatfXXX: Dark Night – Rosa, Lisa Sloane & Melissa Makeup
- 2012: The Rocki Whore Picture Show: A Hardcore Parody – Shelby Stevens & Melissa Makeup
- 2013: Men in Black: A Hardcore Parody – Chauncey Baker & Shelby Stevens
- 2014: Evil Head – Melissa Makeup
- 2015: Anal Candy Disco Chicks – Cammy Ellis
- 2016: Batman v Superman XXX: An Axel Braun Parody – Cammy Ellis & May Kup
- 2017: Suicide Squad XXX: An Axel Braun Parody – Cammy Ellis & May Kup
- 2018: Justice League XXX: An Axel Braun Parody – Dusty, May Kup & Cammy Ellis
- 2019: Deadpool XXX: An Axel Braun Parody – Dusty Lynn & Cammy Ellis
- 2020: Captain Marvel XXX: An Axel Braun Parody – Dusty Lynn
- 2021: The Summoning – Mrs. Scar
- 2022: Blue Moon Rising – Alexxx Moon
- 2023: One Last Kiss – Alexxx Moon
- 2024: Sally Mae: The Revenge of the Twin Dragons – Raven Lux
- 2025: Evermore – Liss Lacao & Sarah

#### Best Editing – Film
- 1984: Scoundrels
- 1985: Good Girl, Bad Girl
- 1986: Snake Eyes
- 1987: Ribald Tales of Canterbury
- 1988: Babyface II
- 1989: Pretty Peaches II
- 1990: The Nicole Stanton Story
- 1991: House of Dreams
- 1992: On Trial
- 1993: Chameleons
- 1994: Immortal Desire
- 1995: Sex
- 1996: Blue Movie
- 1997: Bobby Sox – Barry Rose
- 1998: Zazel – James Avalon
- 1999: Looker – SCSI Post & Nic Cramer
- 2000: Seven Deadly Sins – Ren Savant
- 2001: Watchers – Michael Raven & Sammy Slater
- 2002: Fade to Black – Tommy Ganz
- 2003: The Fashionistas – Tricia Devereaux & John Stagliano
- 2004: Hard Edge – Andrew Blake
- 2005: The Masseuse – Sonny Malone
- 2006: The New Devil in Miss Jones – Sonny Malone
- 2007: Jenna’s Provocateur – Justin Sterling & Johnny 5
- 2008: X – Andrew Blake

#### Best Editing – Video
- 2005: Bella Loves Jenna – Justin Sterling
- 2006: Dark Angels 2: Bloodline – Nic Andrews
- 2007: Corruption – Robin Dyer & Mark Logan
- 2008: Fashionistas Safado: Berlin – John Stagliano

#### Best Editing
(ab 2009 nicht mehr getrennt nach Film und Video)
- 2009: Pirates II: Stagnetti’s Revenge – Joey Pulgades
- 2010: The 8th Day
- 2011: Malice in Lalaland – Lew Xypher
- 2012: The Rocki Whore Picture Show: A Hardcore Parody – Scott Allen
- 2013: Wasteland – Graham Travis,
- 2014: Underworld – Scott Allen
- 2015: Apocalypse X – Joey Pulgadas
- 2016: The Submission of Emma Marx: Boundaries – Eddie Powell & Gabrielle Anex
- 2017: The Submission of Emma Marx: Exposed – Eddie Powell
- 2018: Angela 3
- 2019: I Am Angela – Evil Ricky
- 2020: Drive – Gabrielle Anex
- 2021: Muse – Duboko
- 2022: Psychosexual – Gabrielle Anex
- 2023: Grinders – Michael Hues
- 2024: Influence: Vanna Bardot – Gabrielle Anex
- 2025: Compulsion 20th Anniversary Director’s Cut – Axel Braun

#### Best Special Effects
- 1995: Virtual Sex
- 1996: Latex
- 1997: Shock
- 1998: New Wave Hookers 5
- 1999: Café Flesh 2
- 2000: Cashmere
- 2001: Intimate Expressions
- 2002: Euphoria
- 2003: Perfect
- 2004: Space Nuts
- 2005: Bella Loves Jenna
- 2006: Pirates
- 2007: Porn Wars – Episode I – Kovi
- 2008: Upload
- 2009: Pirates II: Stagnetti’s Revenge
- 2010: The 8th Day
- 2011: BatfXXX: Dark Night Parody
- 2012: Horizon
- 2013: Men in Black: A Hardcore Parody
- 2014: Iron Man XXX: An Axel Braun Parody
- 2015: Austin Powers XXX: A Porn Parody
- 2016: Batman v Superman XXX: An Axel Braun Parody
- 2017: Supergirl XXX: An Axel Braun Parody
- 2018: Justice League XXX: An Axel Braun Parody
- 2019: Star Wars: The Last Temptation – A Digital Playground XXX Parody
- 2020: Captain Marvel XXX: An Axel Braun Parody
- 2021: Paranormal

#### Best Music / Soundtrack
- 2005: Groupie Love – Lloyd Banks
- 2006: Pirates – Skin Muzik
- 2007: Sacred Sin – Eddie Van Halen & Loren Alexander
- 2008: Afrodite Superstar
- 2009: Bad Luck Betties
- 2010: Live In My Secrets – Rockford Kabine, Combichrist, In Demons
- 2011: This Ain’t Glee XXX
- 2012: Elvis XXX: A Porn Parody
- 2013: Rubber Bordello
- 2014: Grease XXX: A Parody
- 2015: Not Jersey Boys XXX: A Porn Musical
- 2016: Wanted
- 2017: The Submission of Emma Marx: Exposed
- 2018: The Altar of Aphrodite
- 2019: Hamiltoe
- 2020: Captain Marvel XXX: An Axel Braun Parody
- 2021: Lana
- 2022: Casey: A True Story
- 2023: Grinders
- 2024: Influence: Vanna Bardot
- 2025: Alive

#### Best Original Song
- 2009: „Please“ – Dark City
- 2010: „Bree's Bossa“ von Joe Gallant – The Crack Pack
- 2011: „Big Tushy Hos“ von Drew Rose – This Ain’t Glee XXX
- 2012: „Stuck in Your Crack“ – Elvis XXX: A Porn Parody
- 2013: „She-donistic Society“ von Fat Mike – Rubber Bordello
- 2014: „Queen of Munchkin Land“ von Jeff Mullen & Rock Hardson – Not the Wizard of Oz XXX

#### Best DVD Extras
- 2005: Millionaire
- 2006: Camp Cuddly Pines Powertool Massacre
- 2007: The Visitors
- 2008: Upload
- 2009: Pirates II: Stagnetti’s Revenge
- 2010: The 8th Day
- 2011: Speed
- 2012: The Rocki Whore Picture Show: A Hardcore Parody
- 2013: Voracious: The First Season
- 2014: The New Behind the Green Door

#### Best DVD Menus
- 2005: In the Garden Of Shadows
- 2006: Camp Cuddly Pines Powertool Massacre
- 2007: The Visitors
- 2008: Not The Bradys XXX
- 2009: Fallen
- 2010: 2040
- 2011: Batman XXX: A Porn Parody

#### Clever Title of the Year
- 2009: Strollin in the Colon
- 2010: Who's Nailin' Paylin?
- 2011: The Devil Wears Nada
- 2012: Beggin' for a Peggin'
- 2013: Does This Dick Make My Ass Look Big?
- 2014: Cirque du Hole-A
- 2015: 12 Inches a Slave
- 2016: That Rapper Destroyed My Crapper
- 2017: Aunts in My Pants
- 2018: Black Loads Matter
- 2019: Hamiltoe
- 2020: I’m Not That Kind of Girl Unless You’re My Brother
- 2021: Jumanjizz
- 2022: Invading Uranus
- 2023: I Can’t Believe It’s Nut Butter!
- 2024: Total Eclipse of the Hole
- 2025: My Talking Penis Told Me to Fuck My Step-Mom

### Production Awards

#### Best Video Feature
- 1984: Scoundrels
- 1985: Talk Dirty To Me, Part III
- 1986: Raw Talent
- 1987: The Devil in Miss Jones III
- 1988: Careful, He May Be Watching
- 1989: Pretty Peaches 2
- 1990: Night Trips
- 1991: House of Dreams
- 1992: On Trial
- 1992: Wild Goose Chase
- 1993: Face Dance, Parts 1 & 2
- 1994: Justine
- 1995: Sex
- 1996: Blue Movie
- 1997: Bobby Sox
- 1998: Bad Wives
- 1999: Looker
- 2000: Seven Deadly Sins
- 2001: Watchers
- 2002: Fade to Black
- 2003: The Ass Collector
- 2004: Beautiful
- 2004: Rawhide
- 2005: Bella Loves Jenna
- 2006: Pirates
- 2007: Corruption
- 2008: Upload
- 2009: Pirates II: Stagnetti’s Revenge

#### Best Film
- 1984: Blue Voodoo
- 1985: Long Hard Night
- 1986: Dangerous Stuff
- 1987: Blame It on Ginger
- 1988: Romeo and Juliet
- 1989: The Catwoman
- 1990: Mad Love
- 1991: Beauty and the Beast 2
- 1992: Curse of the Catwoman
- 1993: The Party
- 1994: Haunted Nights
- 1995: Shame
- 1996: Latex
- 1997: Shock
- 1998: Buda
- 1999: Café Flesh 2
- 2000: Dark Garden
- 2001: Dark Angels
- 2002: Euphoria
- 2003: The Fashionistas
- 2004: Heart of Darkness
- 2005: The Masseuse
- 2006: The New Devil in Miss Jones
- 2007: Manhunters
- 2008: Layout
- 2009: Cry Wolf

#### Best Feature / Drama
- 2010: The 8th Day
- 2011: Speed
- 2012: Portrait of a Call Girl
- 2013: Wasteland
- 2014: Underworld
- 2015: Aftermath
- 2016: Wanted
- 2017: The Preacher’s Daughter
- 2018: Half His Age: A Teenage Tragedy
- 2019: After Dark
- 2020: Drive

#### Best Featurette
- 2019: The Weight of Infidelity
- 2020: Valley of the Fuck Dolls
- 2021: Fashionistas Lost
- 2022: Black Widow XXX: An Axel Braun Parody
- 2023: The Bargain
- 2024: The Mystery of Jane Doe
- 2025: Broken Butterfly: The Perfect Shade of Blu

#### Movie of the Year
- 2013: Wasteland
- 2014: Underworld
- 2015: 24 XXX: An Axel Braun Parody
- 2016: Peter Pan XXX: An Axel Braun Parody
- 2017: Suicide Squad XXX: An Axel Braun Parody
- 2018: Half His Age: A Teenage Tragedy
- 2019: The Possession of Mrs. Hyde
- 2020: Teenage Lesbian

#### Best Parody – Comedy
- 2011: Batman XXX: A Porn Parody
- 2012: The Rocki Whore Picture Show: A Hardcore Parody
- 2013: Star Wars XXX: A Porn Parody
- 2014: Grease XXX – A Parody

#### Best Parody – Drama
- 2011: BatfXXX: Dark Night Parody
- 2012: Spider-Man XXX: A Porn Parody
- 2013: Spartacus MMXII: The Beginning
- 2014: Man of Steel XXX: An Axel Braun Parody

#### Best Parody
- 2010: The Sex Files: A Dark XXX Parody und Not The Cosbys XXX (Doppelehrung)
- 2015: 24 XXX: An Axel Braun Parody
- 2016: Peter Pan XXX: An Axel Braun Parody
- 2017: Suicide Squad XXX: An Axel Braun Parody
- 2018: Justice League XXX: An Axel Braun Parody
- 2019: Deadpool XXX: An Axel Braun Parody
- 2020: Captain Marvel XXX: An Axel Braun Parody

#### Best/Outstanding Comedy (Mark Stone Award)
- 1996: Risqué Burlesque
- 1997: The Show
- 1998: Cellar Dweller 2
- 1999: The Pornographer
- 2000: The Houston 620
- 2001: M Caught In the Act
- 2002: Double Feature!
- 2003: Kung-Fu Girls
- 2004: Space Nuts
- 2005: Misty Beethoven: The Musical
- 2006: Camp Cuddly Pines Powertool Massacre
- 2007: Joanna’s Angels 2: Alt Throttle
- 2008: Operation Desert Stormy
- 2009: Not Bewitched XXX
- 2010: Flight Attendants
- 2011: Couples Camp
- 2012: Grindhouse XXX
- 2013: Nurses 2
- 2014: Band Sluts
- 2015: Bikini Babes Are Shark Bait
- 2016: Love, Sex & TV News
- 2017: Cindy Queen of Hell
- 2018: Jews Love Black Cock
- 2019: Love in the Digital Age
- 2020: Love Emergency
- 2022: Black Widow XXX: An Axel Braun Parody
- 2023: SpideyPool XXX: An Axel Braun Parody
- 2024: Influence: Vanna Bardot
- 2025: American MILF

#### Best Action/Thriller
- 2018: Vampires
- 2019: The Possession of Mrs. Hyde
- 2020: Three Cheers for Satan

#### Best Star Showcase
- 2013: Asa Akira to the Limit
- 2014: Anikka
- 2015: V for Vicki
- 2016: Being Riley
- 2017: Abella
- 2018: Angela 3
- 2019: I Am Angela
- 2020: Angela White: Dark Side
- 2021: The Insatiable Emily Willis
- 2022: Influence Emily Willis
- 2023: Ultimate Fuck Toy: Charly Summer
- 2024: Vicki Chase Ninfómana
- 2025: Fuck Angela

#### Best DVD
- 2005: Fetish Circus
- 2006: Pirates

#### Best 3D Release
- 2011: This Ain't Avatar XXX 3D
- 2012: This Ain’t Ghostbusters XXX 3D
- 2013: Jailhouse Heat 3D

#### Best All-Sex Film
- 1995: The Dinner Party
- 1996: The Player
- 1997: Unleashed
- 1998: Zazel
- 1999: High Heels
- 2000: Playthings
- 2001: Erotica
- 2002: Porno Vision
- 2004: Hard Edge

#### Best All-Sex Video
- 1984: C.T. (Coed Teasers)
- 1985: Unthinkable
- 1986: Ball Busters
- 1987: Wild Things
- 1988: Baby Face II
- 1989: Angel Puss
- 1990: Hello Molly
- 1991: Buttman’s Ultimate Workout
- 1992: Buttman’s European Vacation
- 1993: Realities 2
- 1994: The Bottom Dweller
- 1995: Takin’ It to the Limit 1 & 2
- 1996: Bottom Dweller 33 1/3
- 1997: John Leslie’s Fresh Meat 3
- 1998: John Leslie’s Fresh Meat 4
- 1999: John Leslie’s Fresh Meat 5
- 2000: The Voyeur 12
- 2001: Buttwoman vs. Buttwoman
- 2002: Buttwoman Iz Bella
- 2003: Bring ’Um Young 9
- 2004: Fetish: The Dreamscape

#### Best All-Sex DVD
- 2002: Porno Vision
- 2003: Breakin’ ’Em In 2
- 2004: Flesh Hunter 4

#### Best All-Sex Release
- 2005: Stuntgirl
- 2006: Squealer
- 2007: Blacklight Beauties und New Wave Hookers (Doppelehrung)
- 2008: G for Gianna
- 2009: Alexis Texas is Buttwoman
- 2010: Evalutionary
- 2011: Just Jenna
- 2012: Asa Akira Is Insatiable 2
- 2013: Oil Overload 7
- 2014: Slutty & Sluttier 18

#### Best Anthology Production / Movie or Limited Series
- 2016: Oil Overload 12
- 2017: Natural Beauties
- 2018: Sacrosanct
- 2019: Icons
- 2020: Sacrosanct Now
- 2022: Auditions
- 2023: Blonde Label 2
- 2024: Video Secrets
- 2025: Kink Label 3

#### Best Gonzo (/ Cinemacore) Release / (Wall-to-Wall) Movie (or Limited Series)
- 1994: Seymore Butts in Paradise
- 1995: Dick & Jane do Northridge
- 1996: A Pool Party at Seymore’s, Parts 1 & 2
- 1997: Buttman’s Bend Over Babes IV
- 1998: Voyeur 7 & 8: Live in Europe
- 1999: Whack Attack 2
- 2000: Ben Dover’s The Booty Bandit
- 2001: Please! 12
- 2002: Ben Dover’s End Games
- 2003: Shane’s World 29
- 2004: Flesh Hunter 5
- 2005: Gina Lynn’s Darkside
- 2006: Slut Puppies
- 2007: Chemistry
- 2008: Brianna Love Is Buttwoman
- 2009: The Gauntlet 3
- 2010: Tori Black Is Pretty Filthy
- 2011: Buttwoman vs. Slutwoman
- 2012: Dangerous Curves
- 2013: Bobbi Violates San Francisco
- 2014: Remy LaCroix’s Anal Cabo Weekend
- 2016: Eye Contact
- 2017: Angela Loves Gonzo
- 2019: A XXX Documentary
- 2020: Consent
- 2021: Oil Overload 16
- 2022: Flesh Hunter 15
- 2023: Goddess and the Seed
- 2024: Performers of the Year 2023
- 2025: Day With a Pornstar 14

#### Best Gonzo (/ Cinemacore) Series (or Channel)
- 1995: Radical Affairs
- 1996: The Voyeur
- 1997: Butt Row
- 1998: Cumback Pussy
- 1999: Seymore Butts
- 2000: Seymore Butts
- 2001: Please!
- 2002: Buttman
- 2003: The Voyeur
- 2004: Service Animals
- 2005: Jack’s Playground
- 2006: Service Animals
- 2007: College Invasion
- 2008: Bang Bus
- 2009: Slutty and Sluttier
- 2010: Jerkoff Material
- 2011: Slutty and Sluttier
- 2012: Raw
- 2018: Manuel’s Fucking POV 7
- 2020: Raw
- 2022: V.
- 2023: Blacked Raw
- 2024: Blacked Raw
- 2025: Superstar Room

#### Grand Reel
- 2021: Muse
- 2022: Casey: A True Story
- 2023: Grinders
- 2024: Machine Gunner
- 2025: Gold Diggers

#### Best New Series
- 2009: Ashlynn Goes to College
- 2010: Glamour Girls
- 2011: The Romance Series
- 2012: The Bombshells
- 2013: Ultimate Fuck Toy
- 2014: Wet Asses
- 2015: Tabu Tales
- 2016: All Access
- 2017: Her 1st Interracial
- 2018: Young & Beautiful
- 2019: Lesbian Lessons

#### Best Foreign Non-Feature
- 2013: Brooklyn Lee: Nymphomaniac
- 2014: Claire Castel: The Chambermaid
- 2015: Anissa and Lola at Nurses’ School
- 2016: Waltz With Me
- 2017: Rocco's Italian Porn Boot Camp 2
- 2018: Anissa the Tenniswoman

#### Best Foreign Series
- 2017: Rocco One on One
- 2018: Rocco’s Psycho Teens

#### Best All-Sex Series
- 2010: Addicted
- 2011: Don’t Make Me Beg

#### Best Anthology Series or Channel
- 2020: Future Darkly
- 2022: Natural Beauties
- 2023: Vibes
- 2024: Club VXN
- 2025: Club VXN

#### Best Vignette Release
- 2005: Tales From the Crack
- 2006: Vault of Whores
- 2007: Jenna Haze Dark Side
- 2008: Babysitters
- 2009: Cheerleaders
- 2010: Nurses
- 2011: Pornstars Punishment
- 2012: Prison Girls
- 2013: Slutty & Sluttier 16
- 2014: Show No Mercy
- 2015: Erotico

#### Best Vignette Series
- 2003: Barely Legal
- 2004: Barely Legal
- 2005: Sodomania
- 2006: Grudegefuck
- 2007: Jack’s Playground
- 2008: Barely Legal School Girls
- 2009: Cheating Wives Tales
- 2010: Penthouse Variations
- 2011: Bad Girls

#### Best Continuing Video Series
- 1995: Private Video Magazine
- 1996: Takin' It to the Limit
- 1997: The Voyeur
- 1998: Fresh Meat
- 1999: White Trash Whore
- 2000: The Voyeur
- 2001: Pick Up Lines
- 2002: Rocco: Animal Trainer
- 2003: Naked Hollywood
- 2004: Girlvert
- 2005: Girlvert
- 2006: Girlvert
- 2007: Dementia
- 2008: Belladonna: Manhandled

#### Best Continuing Series
- 2009: Ashlynn Goes to College
- 2013: Slutty & Sluttier
- 2014: Slutty & Sluttier
- 2015: Oil Overload
- 2016: Dirty Rotten Mother Fuckers
- 2017: Angela Loves …
- 2018: Angela Loves …
- 2019: Natural Beauties

#### Best High-Definition Production
- 2005: Island Fever 3
- 2006: Pirates
- 2007: Fashionistas Safado – The Challenge
- 2008: Fashionistas Safado: Berlin
- 2009: Pirates II: Stagnetti’s Revenge

#### Best High-End All-Sex Release
- 2008: Broken
- 2009: Icon
- 2010: Deviance – Adam & Eve Pictures
- 2011: Performers of the Year 2010

#### Best Interactive DVD
- 2000: Vivid Virtual Vixens
- 2001: Virtual Sex with Tera Patrick
- 2002: Virtual Sex with Devon
- 2003: Virtual Sex with Janine
- 2004: My Plaything: Jenna Jameson 2
- 2005: Groupie Love
- 2006: Virtual Katsuni
- 2007: Virtual Vivid Girl Sunny Leone
- 2008: InTERActive und Interactive Sex with Jenna Haze (Doppelehrung)
- 2009: My Plaything: Ashlynn Brooke
- 2010: Interactive Sex With Tori Black
- 2011: Interactive Sex with Alexis Texas

#### Best Classic Release on DVD
- 2000: The Devil in Miss Jones Parts III & IV
- 2001: Chameleons Not the Sequel
- 2002: The Opening of Misty Beethoven
- 2003: Pretty Peaches 2
- 2004: Insatiable
- 2005: Deep Throat: Remastered
- 2006: Ginger Lynn: The Movie

#### Best Classic DVD
- 2000: The Devil in Miss Jones Parts III & IV
- 2001: Chameleons Not the Sequel
- 2002: The Opening of Misty Beethoven
- 2003: Pretty Peaches 2
- 2004: Insatiable
- 2005: Deep Throat: Remastered
- 2006: Ginger Lynn: The Movie
- 2007: Neon Nights
- 2008: Debbie Does Dallas, Definitive Collector’s Edition

#### Best Classic Release
- 2009: Zazel
- 2010: VCX
- 2011: Aunt Peg's Fulfillment
- 2013: Buttwoman II: Behind Bars

#### Best Foreign/International Feature / Production
- 1984: Grand Ecstasy
- 1985: The Arrangement
- 1986: Programmed for Pleasure
- 1987: The Comeback of Marilyn
- 1988: Forbidden Pleasures
- 1989: The Devil in Mr. Holmes
- 1994: Private Video Magazine 1
- 1995: Virgin Treasures 1 & 2
- 1996: The Tower, Parts 1, 2 & 3
- 1997: The Pyramid, Parts 1, 2 & 3
- 1998: The Fugitive 1 & 2
- 1999: Tatiana 1, 2 & 3
- 2000: Amanda’s Diary 2
- 2001: Rocco: Animal Trainer 3
- 2002: Christoph’s Beautiful Girls
- 2003: The Private Gladiator
- 2004: The Scottish Loveknot
- 2005: Hot Rats
- 2006: Robinson Crusoe on Sin Island
- 2007: Porn Wars – Episode I
- 2008: Furious Fuckers – Final Race
- 2009: Jason Colt – The Mystery of the Sexy Diamonds
- 2010: Billionaire
- 2011: Alice: A Fairy Love Tale
- 2012: Mission Asspossible
- 2013: Ass Trapped Undercover
- 2014: The Ingenuous
- 2015: Anissa Kate the Widow
- 2016: The Doctor
- 2017: Sherlock: A XXX Parody
- 2018: Bulldogs
- 2019: A 40 Year Old Widow
- 2020: Elements
- 2021: Impulses
- 2022: One Night in Barcelona
- 2023: Revenge
- 2024: Missing
- 2025: Hotel Vixen Season 2

#### Best Foreign All Sex Release
- 2004: Euroglam: Nikki Blond
- 2005: Lost Angels: Katsuni
- 2006: Cabaret Bizarre
- 2007: Euro Domination
- 2008: Angel Perverse 8
- 2009: Rocco: Animal Trainer 25
- 2010: Bobbi Violates Europe
- 2011: Tori Black: Nymphomaniac
- 2012: Ink

#### Best Foreign All Sex Series
- 2004: Euroglam
- 2005: Pleasures of the Flesh
- 2006: Euro Domination
- 2007: Obsession
- 2008: Ass Jazz
- 2009: Ass Traffic
- 2010: Rocco: Puppet Master
- 2011: Rocco: Puppet Master
- 2012: Young Harlots

#### Best Foreign Vignette Series
- 2001: Private XXX
- 2002: Euro Angels Hardball
- 2003: Euro Angels Hardball

#### Best Foreign Vignette Tape
- 1996: Private Video Magazine 20
- 1997: Prague by Night
- 1998: Private Stories 22
- 1999: Euro Angels 10
- 2000: When Rocco Meats Kelly 2: In Barcelona
- 2001: Hell, Whores and High Heels
- 2002: The Splendor of Hell
- 2003: Hustler XXX 11

#### Best Foreign Continuing Series
- 2013: Art of Penetration
- 2014: Slutty Girls Love Rocco

#### Best Ingénue Production / Movie (or Limited Series)
- 2016: Best New Starlets 2015
- 2017: Fresh Girls 3
- 2018: Young Fantasies 2
- 2019: Best New Starlets 2018
- 2020: Slut Puppies 14
- 2021: Young Fantasies 5
- 2022: Ripe 10
- 2023: Ripe 11
- 2024: Slut Puppies 16
- 2025: Young & Beautiful 13

#### Best Ingénue Series or Channel / Site
- 2020: Ripe
- 2021: My Sexy Little Sister
- 2022: Bratty Sis
- 2023: Dirty Little Schoolgirl Stories
- 2024: Young Fantasies
- 2025: Young Fantasies

#### Best Educational Release
- 2009: Tristan Taormino’s Expert Guide to Oral Sex 2
- 2010: Tristan Taormino's Expert Guide to Threesomes
- 2011: Tristan Taormino's Expert Guide to Advanced Fellatio
- 2012: Jessica Drake's Guide to Wicked Sex: Fellatio
- 2013: Belladonna’s How to: “Fuck!”
- 2014: Jessica Drake’s Guide to Wicked Sex: Anal Play for Men

#### Best Anal-Themed Feature
- 1990: Splendor in the Ass, Caballero Home Video
- 1991: Between the Cheeks 2, VCA Platinum
- 1992: Dr. Butts, 4-Play Video
- 1993: Dr. Butts 2, 4-Play Video
- 1994: Anal Siege, Rosebud Productions
- 1995: Butt Banged Bicycle Babes, Anabolic Video
- 1996: Anal Intruder 9: The Butt from Another Planet, Coast to Coast Video
- 1997: American Tushy!, Seymore Butts/Ultimate Video
- 1998: Gluteus to the Maximus, Seymore Inc.
- 1999: Tushy Heaven, Seymore, Inc.
- 2000: Tristan Taormino’s Ultimate Guide to Anal Sex for Women, Evil Angel Productions
- 2001: Rocco’s True Anal Stories 11, Rocco Siffredi/Evil Angel Productions
- 2002: Heavy Metal 1, Rosebud Productions
- 2003: Buttfaced! 3, West Coast Productions Platinum
- 2004: Ass Worship 4, Jules Jordan/Evil Angel Productions
- 2005: Big Wet Asses 3
- 2006: Ass Worship 7

#### Best Anal-Themed Release / Movie (or Limited Series)
- 2007: Weapons of Ass Destruction 4
- 2008: Ass Worship 10
- 2009: Jules Jordan’s Weapons of Ass Destruction 6
- 2010: Ass Worship 11
- 2011: Big Wet Asses 16
- 2012: Ass Worship 13
- 2013: Anal Boot Camp
- 2014: Wet Asses 2
- 2015: Ass Worship 15
- 2016: Anal Beauty
- 2017: The Art of Anal Sex 3
- 2018: Anal Savages 3
- 2019: First Anal 6
- 2020: First Anal 8
- 2021: The Art of Anal Sex 11
- 2022: Angela Loves Anal 3
- 2023: Anal Savages 8
- 2024: Anal Icons 2
- 2025: Anal Savages 10

#### Best Anal-Themed Series (or Channel)
- 2000: Rocco’s True Anal Stories
- 2001: Rocco’s True Anal Stories
- 2002: Rocco’s True Anal Stories
- 2003: Ass Worship
- 2004: Ass Worship
- 2005: Ass Worship
- 2006: Big Wet Asses
- 2007: Big Wet Asses
- 2008: Big Wet Asses
- 2009: Evil Anal und Butthole Whores (Doppelehrung)
- 2010: Evil Anal
- 2011: Evil Anal
- 2012: Evil Anal
- 2013: Anal Fanatic
- 2014: Evil Anal
- 2015: Wet Asses
- 2016: DP Me
- 2017: Anal Beauty
- 2018: Anal Savages
- 2019: Anal Beauty
- 2020: Tushy Raw V.
- 2021: Anal Angels
- 2022: V.
- 2023: Tushy Raw
- 2024: Tushy Raw
- 2025: Tushy Raw

#### Best Curve Appeal Movie (or Anthology / Limited Series)
- 2021: Breast Worship 6
- 2022: Rack Focus 2
- 2023: Breast Worship 7
- 2024: Breast Worship 8

#### Best All-Girl Feature
- 1990: Where The Boys Aren’t
- 1991: Ghost Lusters
- 1992: Buttwoman
- 1993: Kittens III
- 1994: Buttslammers
- 1995: Creme de Femme
- 1996: Buttslammers 10
- 1997: The Violation of Missy
- 1998: Diva 4
- 1999: Welcome To The Cathouse
- 2000: The Four Finger Club 2
- 2001: Hard Love/How to Fuck in High Heels
- 2002: The Violation of Kate Frost
- 2003: The Violation of Aurora Snow
- 2004: Babes Illustrated 13
- 2005: The Connasseur
- 2006: Belladonna’s Fucking Girls

#### Best All-Girl/Lesbian Release / Movie (or Limited Series)
- 2007: Belladonna: No Warning
- 2008: Girlvana 3
- 2009: Girlvana 4
- 2010: Evil Pink 4
- 2011: Meow!
- 2012: Cherry 2
- 2013: Dani
- 2014: Meow! 3
- 2015: Alexis & Asa und Women Seeking Women 100 (Doppelehrung)
- 2016: Angela Loves Women
- 2017: Missing: A Lesbian Crime Story
- 2018: Angela Loves Women 3
- 2019: Angela Loves Women 4
- 2021: Paranormal
- 2022: TIE - Lesbian Ghost Stories 5
- 2023: Play 2
- 2024: Drip 3
- 2025: Fierce 2

#### Best All-Girl/Lesbian Series (or Channel)
- 2000: The Violation of…
- 2001: The Violation of…
- 2002: The Violation of…
- 2003: The Violation of…
- 2004: No Man’s Land
- 2005: The Violation of…
- 2006: Cousin Stevie’s Pussy Party
- 2007: Erocktavision
- 2008: Women Seeking Women
- 2009: Women Seeking Women
- 2010: Women Seeking Women
- 2011: Women Seeking Women
- 2012: Women Seeking Women
- 2013: Women Seeking Women
- 2014: Belladonna: No Warning
- 2015: Girls Kissing Girls
- 2016: Women Seeking Women
- 2017: Women Seeking Women
- 2018: Women Seeking Women
- 2019: Women Seeking Women
- 2020: Women Seeking Women
- 2021: Women Seeking Women
- 2022: Women Seeking Women
- 2023: Cravings
- 2024: Touch
- 2025: Play

#### Best Female Mixed-Age (Fantasy) Production / Movie or Limited Series
- 2011: Mother-Daughter Exchange Club 12
- 2012: Mother-Daughter Exchange Club 17
- 2013: Cheer Squad Sleepovers
- 2014: Cougars, Kittens & Cock 2
- 2015: Cougars, Kittens & Cock 3
- 2016: Lesbian Adventures: Older Women, Younger Girls 6
- 2017: Mother-Daughter Exchange Club 44
- 2018: The Art of Older Women
- 2019: The Lesbian Experience: Women Loving Girls 3
- 2020: Lesbian Seductions 66
- 2021: Cougars
- 2022: Moms Teach Sex 26
- 2023: Cougariffic 2
- 2024: Moms Bang Teens 47
- 2025: Lesbian Stepmother 8

#### Best Ethnic Themed Release – Asian
- 2005: Dress-Up Doll Asuka
- 2006: Invasian 2
- 2007: Asia Noir 5: A Lust Supreme
- 2008: Anabolic Asians 5
- 2009: Asia Noir 6
- 2010: Asian Fucking Nation 3
- 2011: Asian Fucking Nation 4
- 2012: Asian Booty 2
- 2013: Asian Fuck Faces
- 2014: Asian Bombshells

#### Best Ethnic Themed Release – Black
- 2005: Pimpfomation XXX
- 2006: Big Ass Party
- 2007: Tales from the Darkside
- 2008: Big Black Wet Butts 7
- 2009: Black Ass Addiction 2
- 2010: Phatty Girls 9
- 2011: Black Ass Addiction 6
- 2012: Big Wet Black Tits 3
- 2013: Porn’s Top Black Models 3
- 2014: Big Black Wet Asses 13

#### Best Ethnic Themed Release – Latin
- 2005: Spanish Fly Pussy Search 14
- 2006: Caliente
- 2007: Brazilian Island 2
- 2008: Big Latin Wet Butts 5
- 2009: Mami Culo Grande 6
- 2010: Young Tight Latinas 17
- 2011: Buttman’s Rio Extreme Girls
- 2012: Escaladies
- 2013: Latin Mommas 2
- 2014: Butthole Barrio Bitches 2

#### Best Interracial Release
- 2005: Once You Got Black 3
- 2006: Lex Steele XXX 5
- 2007: Racial Tension
- 2008: Black Owned 2
- 2009: Lex the Impaler 3
- 2010: Lex the Impaler 4
- 2011: Lex the Impaler 5
- 2012: Lex the Impaler 6
- 2013: Mandingo Massacre 2
- 2014: Lex Turns Evil
- 2015: Dani Daniels Deeper
- 2016: Black & White 3
- 2017: My First Interracial 7
- 2018: Interracial Icon 4
- 2019: Interracial Icon 6
- 2020: Blacked Raw V23

#### Best Interracial Series
- 2007: My Hot Wife Is Fucking Blackzilla
- 2008: My Daughter’s Fucking Blackzilla
- 2009: It’s Big, It’s Black, It’s Jack
- 2010: It's Big, It's Black, It's Jack
- 2011: It's Big, It's Black, It's Jack
- 2012: Lex the Impaler
- 2013: Mandingo Massacre
- 2014: Mandingo Massacre

#### Best Ethnic/Interracial Series
- 2005: Black Reign
- 2006: Black Reign
- 2015: Lex Turns Evil
- 2016: My First Interracial
- 2017: Black & White
- 2018: Black & White
- 2019: My First Interracial
- 2020: Interracial Icon

#### Best Ethnic Production
- 2015: Latinas on Fire
- 2016: Latin Asses
- 2017: Asian Fuck Machines
- 2018: Asian Anal
- 2019: My Asian Hotwife 3
- 2020: Porn’s Top Black Models 5

#### Best Ethnic-Themed Series – Asian
- 2007: Sakura Tales
- 2008: Asian 1 on 1
- 2009: Naughty Little Asians
- 2010: Cockasian
- 2011: Naughty Little Asians

#### Best Ethnic-Themed Series – Black
- 2007: Phatty Girls
- 2008: Black Reign
- 2009: Black Ass Addiction 2
- 2010: Black Ass Master
- 2011: Black Ass Addiction

#### Best Ethnic-Themed Series – Latin
- 2007: Mami Culo Grande
- 2008: Chicks & Salsa
- 2009: Young Tight Latinas
- 2010: Deep in Latin Cheeks
- 2011: Latin Adultery

#### Best Ethnic Series
- 2012: Big Ass Brazilian Butts
- 2013: Big Wet Brazilian Asses
- 2014: 8th Street Latinas

#### Best Group Sex Movie or Anthology/Limited Series
- 2021: Excess
- 2022: Angela Loves Threesomes 3

#### Best Polyamory Production
- 2016: Marriage 2.0
- 2017: Babysitting the Baumgartners
- 2018: Adventures With the Baumgartners
- 2019: Watching My Hotwife 3
- 2020: Hotwife Tales: Proud Stag of a Sexy Vixen

#### Best POV Release
- 2005: P.O.V. Pervert 3
- 2006: Manuel Ferrara’s POV
- 2007: Pole Position: Lex POV 5
- 2008: Fucked on Sight 2
- 2009: Jack’s POV 9
- 2010: Anal Prostitutes on Video 6
- 2011: Jack's POV 15
- 2012: Double Vision 3
- 2013: Eye Fucked Them All
- 2014: The Hooker Experience
- 2015: Lex’s Point of View

#### Best POV Series
- 2007: Jack’s POV
- 2008: Fucked on Sight
- 2009: Double Vision
- 2010: Jack’s POV
- 2011: Jack's POV
- 2012: POV Pervert
- 2013: Pound the Round P.O.V.
- 2014: Tanlines

#### Best Oral-Themed Feature
- 2005: Francesca Lé’s Cum Swallowing Whores 3
- 2006: Blow Me Sandwich 7

#### Best Oral-Themed Release / Movie (or Limited Series)
- 2007: Feeding Frenzy 8
- 2008: Face Full of Diesel
- 2009: Blow Job Perversion
- 2010: Jules Jordan: Feeding Frenzy 10
- 2011: Fuck Face
- 2012: American Cocksucking Sluts
- 2013: American Cocksucking Sluts 2
- 2014: American Cocksucking Sluts 3
- 2015: Wet Food 5
- 2016: Facialized 2
- 2017: Facialized 3
- 2018: Facialized 4
- 2019: Gag Reflex 3
- 2020: My Wife’s First Blowbang 3
- 2021: Facialized 7
- 2024: Wet Food 10

#### Best Oral-Themed Series (or Channel)
- 2005: Blow Me Sandwich
- 2006: Glazed and Confused
- 2007: Hand To Mouth
- 2008: Feeding Frenzy
- 2009: Face Fucking Inc.
- 2010: Face Fucking Inc.
- 2011: Suck It Dry
- 2012: Face Fucking Inc.
- 2013: Massive Facials
- 2014: Deep Throat This
- 2022: Swallowed
- 2023: Swallowed.com
- 2025: Sloppy Head

#### Best Orgy/Gangbang Production
- 2009: Big Boob Orgy
- 2010: Young Harlots: Gangbang
- 2011: Out Numbered 5
- 2012: Gangbanged
- 2013: Gangbanged 4
- 2014: Gangbanged 5
- 2015: Gangbang Me
- 2016: Gangbang Me 2
- 2017: Gangbanged 7
- 2018: My First Gangbang
- 2019: Gangbang Me 3
- 2020: Blacked Raw V21

#### Best Orgy/Gangbang Series
- 2009: Cream Pie Orgy
- 2010: Gangland
- 2011: Fuck Team Five

#### Best Transsexual/Transgender/Trans Release / Movie (or Limited Series)
- 2005: She-Male Strokers 6
- 2006: Rogue Adventures 24
- 2007: Rogue Adventures 27
- 2008: Transsexual Babysitters 2
- 2009: America’s Next Top Tranny 2
- 2010: Rogue Adventures 33
- 2011: America's Next Top Tranny: Season 6
- 2012: The Next She-Male Idol 3
- 2013: American She-Male X
- 2014: Rogue Adventures 38
- 2015: TS Girlfriend Experience 3
- 2016: The Tranny Bunch
- 2017: Real Fucking Girls
- 2018: All My Mother’s Lovers und Buck Angel Superstar (Doppelehrung)
- 2019: Aubrey Kate: TS Superstar
- 2020: Transfixed: Natalie Mars Showcase
- 2021: Exclusive Angel: Daisy Taylor
- 2022: I Am Aubrey
- 2023: Tantalizing Threesomes
- 2024: Office Ms. Conduct
- 2025: D.O.L.L.S

#### Best Transsexual/Transgender/Trans Series (or Channel)
- 2007: Transsexual Prostitutes
- 2008: Transsexual Prostitutes
- 2009: Transsexual Babysitters
- 2010: America’s Next Top Tranny
- 2011: She-Male XTC
- 2012: America's Next Top Tranny
- 2013: America’s Next Top Tranny
- 2014: American She-Male X
- 2015: America’s Next Top Tranny
- 2016: The Trans X-Perience
- 2017: Trans-Visions
- 2018: Hot for Transsexuals
- 2019: Trans-Visions
- 2020: Transfixed
- 2021: Trans Lust
- 2022: TS Taboo
- 2023: Transfixed
- 2024: Transfixed
- 2025: Grooby Girls

#### Best Amateur Release
- 2005: Adventure Sex
- 2006: Bang Bus 6
- 2007: Bang Bus 9
- 2008: Cherries 56
- 2009: ATK Exotics 2
- 2010: 18 with Proof 2
- 2011: Absolute Amateurs 3
- 2012: Dare Dorm 4
- 2013: Dare Dorm 9
- 2014: 100% Real Swingers: Meet the Rileys
- 2015: Dare Dorm 20

#### Best Amateur Series
- 2005: Homegrown Video
- 2006: Bangbus
- 2007: Homegrown Video
- 2008: Abbywinters.com Intimate Moments
- 2009: Cherries
- 2010: Homegrown Video
- 2011: ATK Galleria
- 2012: The Dancing Bear
- 2013: College Rules
- 2014: College Rules

#### Best Pro-Am Release
- 2005: The Luv Generation
- 2006: Rocco’s Initiations 9
- 2007: Breakin’ ’Em In 9
- 2008: Breakin’ ’Em In 11
- 2009: First Time Auditions 5
- 2010: Bang Bus 24
- 2011: Brand New Faces 26
- 2012: Breakin' 'Em In 14
- 2013: Brand New Faces 36: Natural Newbies Edition
- 2014: Brand New Faces 42
- 2015: Amateur POV Auditions 6

#### Best Pro-Am Series
- 2005: Breakin’ Em In
- 2006: Midnight Prowl
- 2007: Beaver Hunt
- 2008: Filthy’s First Taste
- 2009: Bang Bus
- 2010: Brand New Faces
- 2011: Can He Score?
- 2012: Brand New Faces
- 2013: Brand New Faces
- 2014: Bang Bus

#### Best Amateur/Pro-Am Release
- 2016: It’s My First Time 2
- 2017: Amateur POV Auditions 26
- 2018: Amateur Introductions 24
- 2019: Mick’s Pornstar Initiations
- 2020: Amateur POV Auditions 31

#### Best Amateur/Pro-Am Series
- 2015: Brand New Faces
- 2016: Bang Bus
- 2017: Amateur Introductions

#### Best Young Girl Release
- 2009: Jailbait 5
- 2010: Young & Glamorous
- 2011: Cum Spoiled Brats
- 2012: Cuties 2
- 2013: Cuties 3
- 2014: The Innocence of Youth 5
- 2015: Super Cute

#### Best Young Girl Series
- 2009: It’s a Daddy Thing
- 2010: Barely Legal
- 2011: Barely Legal
- 2012: She's So Cute
- 2013: The Innocence of Youth
- 2014: Cuties

#### Best Romance
- 2013: Torn
- 2014: The Temptation of Eve
- 2015: Second Chances
- 2020: Love Song

#### Best Solo Release
- 2006: Blu Dreams: Sweet Solos
- 2007: I Love Big Toys 2
- 2008: Extreme Holly Goes Solo
- 2009: All By Myself 3
- 2010: All Alone 4
- 2011: All by Myself 4
- 2012: All Natural: Glamour Solos
- 2013: All Natural Glamour Solos 2
- 2014: All Natural Glamour Solos 3
- 2015: All Natural Glamour Solos 4
- 2016: Glamour Solos 4

#### Best MILF/Female Mixed-Age (Fantasy) Series or Channel / Site
- 2020: Mother-Daughter Exchange Club
- 2021: Manuel Is a MILF-o-Maniac
- 2022: Manuel Is a MILF-o-Maniac
- 2023: Filthy Moms
- 2024: Mother-Daughter Exchange Club
- 2025: Moms Bang Teens

#### Best Taboo Relations Production / Movie (or Limited Series)
- 2015: Keep It in the Family
- 2016: The Father Figure
- 2017: Tabu Tales: Me, My Brother and Another
- 2018: Dysfucktional: Blood Is Thicker Than Cum
- 2019: Sibling Seductions 2
- 2020: Dysfucktional 3
- 2021: Evil Girls With Mormon Boys
- 2022: Family Cheaters
- 2023: Daddy's Favorite 3
- 2024: My Sexy Little Sister 15
- 2025: My Horny Step-Sister 3

#### Best Lewd Propositions Movie
- 2018: Babysitter Auditions
- 2019: The Psychiatrist

#### Best Niche Production / Movie (or Limited Series)
- 2018: Cum Inside Me 3
- 2019: Evil Squirters 5
- 2020: Jessica Drake’s Guide to Wicked Sex: Senior Sex
- 2021: Age & Beauty Vols. 1 & 2
- 2022: Choked and Soaked 5
- 2023: Cum Inside 3
- 2024: When the Husband Likes to Watch
- 2025: Finish in My Ass 2

#### Best Niche Series or Channel / Site
- 2018: Squirt for Me
- 2019: Squirt for Me
- 2020: Shape of Beauty
- 2021: Device Bondage
- 2022: Teen Creampies
- 2023: Hentai Sex School
- 2024: How Women Orgasm
- 2025: Hentaied

#### Best Multi-Partner Movie or Limited Series
- 2023: Threesome Fantasies 12
- 2024: Three V3
- 2025: DP Masters 9

#### Best Wall-to-Wall Release
- 2013: Best New Starlets 2012
- 2014: Performers of the Year 2013

#### Best Alternative Release
- 2005: Family Business: The Complete First Season
- 2006: PornoMation
- 2007: Real Adventures 84
- 2008: Buttman at Nudes a Poppin’ 20
- 2009: Spring Break 2008
- 2010: Porn's Most Outrageous Outtakes 3
- 2011: Extreme Public Adventures

#### Best Alternative Adult Feature Film
(auch: Best Alternative Video)
- 1994: Beach Babes from Beyond
- 1995: Killer Looks
- 1996: Under Lock & Key
- 1997: Scoring
- 1998: Crash

#### Best Animated Release
- 2007: Pornomation 2
- 2008: Night Shift Nurses: Experiment 1 & 2
- 2009: Night When Evil Falls, Vol. 1
- 2010: PornoMation 3
- 2011: Bound to Please
- 2012: Alice in Wonderland: A XXX Animation Parody

#### Best New Video Production Company
- 2006: Swank Digital
- 2007: Jules Jordan Video
- 2008: Silver Sinema
- 2009: Brazzers
- 2010: Bluebird Films
- 2011: Axel Braun Productions
- 2013: Skow Digital
- 2014: Hard X/Erotica X

#### Safe Sex Award
- 1999: One Size Fits All
- 2000: Chloe’s What Makes You Cum?

#### Best Internal Release
- 2008: All Internal 5
- 2009: All Internal 7
- 2010: All Internal 9
- 2011: Unplanned Parenthood
- 2012: Internal Damnation 4
- 2013: Big Tit Cream Pie 13

#### Best Internal Series
- 2008: 5 Guy Cream Pie
- 2009: Ass Cream Pies
- 2010: Internal Damnation
- 2011: All Internal

#### Best Celebrity Sex Tape
- 2012: Backdoor to Chyna
- 2013: Octomom Home Alone
- 2015: Tila Tequila 2: Backdoored & Squirting

#### Best New Production Banner/Brand
- 2020: Deeper
- 2021: Bellesa House
- 2022: Slayed
- 2023: Ricky’s Room
- 2024: MILFY
- 2025: LucidFlix

### Specialty Awards

#### Best BDSM Movie (or Limited Series) / Specialty Release
- 1987: Caught from Behind V
- 1988: Loose Ends III
- 1989: Loose Ends IV
- 1990: Wild Thing
- 1991: House of Dark Dreams I & II
- 1992: Forbidden Fantasies
- 1993: Ona Zee’s Learning the Ropes 1-3
- 1994: Kym Wilde’s Ocean View
- 1995: Strictly for Pleasure
- 1996: Kym Wilde’s On the Edge 23
- 1997: Kym Wilde’s On the Edge 33
- 1998: Kym Wilde’s On the Edge 40
- 1999: Uncut
- 2000: Rough Sex 1
- 2001: Humiliation of Heidi
- 2002: Virgin Kink 19
- 2003: Ivy Manor 5
- 2004: Debbie Does Fem-Dom 3
- 2005: Nina Hartley’s Private Sessions 13
- 2006: Jenna Loves Pain
- 2007: My New Girlfriend
- 2008: Bondage Thoughts
- 2009: House of Sex and Domination
- 2010: Ivy Manor Slaves 3: The Dream Team
- 2011: Bondage Wonderland
- 2012: Disciplined
- 2013: Rubber Bordello
- 2014: The Submission of Emma Marx
- 2015: Brandy Aniston is Fucked
- 2016: The Submission of Emma Marx: Boundaries
- 2017: Deception: A XXX Thriller
- 2018: Cybill Troy Is Vicious
- 2019: Hotwife Bound 3
- 2020: School of Submission: Kristen Scott
- 2021: Mistress Maitland
- 2022: Diary of a Madman
- 2023: Tainted Love
- 2024: Switch: Leaving Your Mark
- 2025: He’s in Charge 4

#### Best Big Bust Movie / Specialty Release
- 1991: Breasts of Britain 8
- 1992: Duke of Knockers
- 1993: Adventures of Breastman
- 1994: Boobarella
- 1995: Double D Housewives
- 1996: Tits
- 1997: The Duke of Knockers 2
- 1998: Mandy Mountjoy Does Hardcore
- 1999: Big Tit Betrayal
- 2000: Natural Wonders of the World 5
- 2001: Harem Hooters
- 2002: Pussyman’s Big Tit Paradise
- 2003: Heavy Handfuls
- 2004: Heavy Handfuls 2
- 2005: Francesca’s Juggies
- 2006: Faster Pussycat! Fuck! Fuck!
- 2007: Breast Worship
- 2008: Gina Lynn’s DD’s and Derrieres 2
- 2009: Big Tits at School
- 2010: Breast Worship 2
- 2011: Bra Busters
- 2012: Big Wet Tits 10
- 2013: Big Wet Tits 11
- 2014: Bra Busters 4
- 2015: Bra Busters 5
- 2017: Big Wet Breasts 3
- 2020: Bra Busters 9
- 2025: Big Naturals 78

#### Best Big Butt Movie / Specialty Release
- 2009: Big Wet Asses 13
- 2010: Big Wet Asses 15
- 2011: Asslicious 2
- 2012: Kelly Divine Is Buttwoman
- 2013: Big Wet Asses 21
- 2014: Big Wet Asses 22
- 2015: Wet Asses 4
- 2017: Anikka vs Kelsi
- 2020: Big Anal Asses 8
- 2025: Brazzers Butt Lift

#### Best Specialty Release – Fem-Dom Strap-On
- 2006: His Ass is Mine
- 2007: Strap Attack 4
- 2008: Babes Ballin’ Boys 17
- 2009: MeanBitches Erotic Femdom 3
- 2010: Forced Fem 3
- 2011: Strap Attack 12
- 2012: Beggin’ for a Peggin’
- 2013: His Booty Is My Duty 2
- 2014: Strap Attack 17

#### Best Specialty Release – Foot Fetish
- 2003: Barefoot Confidential 15
- 2004: Barefoot Confidential 25
- 2005: Leg Affair 7
- 2006: Coxxx & Soxxx 4
- 2007: Barefoot Confidential 40
- 2008: Stiletto
- 2009: Belladonna’s Foot Soldiers
- 2010: Party of Feet
- 2011: Party of Feet 2
- 2012: Nylons 8
- 2013: Asphyxia Heels the World
- 2014: Foot Fanatic

#### Best MILF Movie (or Limited Series) / Specialty Release
- 2006: MILF Seeker
- 2007: Cheating Housewives 3
- 2008: It’s a Mommy Thing!
- 2009: The Cougar Club
- 2010: It’s a Mommy Thing! 4
- 2011: Dirty Rotten Mother Fuckers 4
- 2012: Seasoned Players 16
- 2013: It’s a Mommy Thing! 6
- 2014: MILF Revolution
- 2015: Dirty Rotten Mother Fuckers 7
- 2016: MILF Performers of the Year 2015
- 2017: Dirty Rotten Mother Fuckers 10
- 2018: MILF Performers of the Year 2017
- 2019: MILF Performers of the Year 2018
- 2020: 40 Years Old, Temptations of a Married Woman
- 2021: A 40 Year-Old Wife's Deep Desires
- 2022: MILF Performers of the Year 2021
- 2023: Mommy's Boys
- 2024: MILF Performers of the Year 2023
- 2025: American MILF

#### Best Specialty Release – Spanking
- 1994: Defiance: Spanking and Beyond
- 1995: Painful Cheeks – Shades of Red
- 1996: Blistered Your Buns
- 1997: Hot Young Asses
- 1998: Disciplined by the Cane
- 1999: C.P. Research Institute
- 2000: Spanking Hotline
- 2001: Public Canings
- 2002: Stocking Strippers Spanked
- 2003: Stocking Strippers Spanked 2
- 2004: Spanked Toilet Whores
- 2005: Nina Hartley’s Guide to Spanking
- 2006: A Submissive Mind
- 2007: Baltimore Brat
- 2008: Baltimore Brat 2
- 2009: Credit Card Fraud

#### Best Squirting Movie / Specialty Release
- 2006: Flower’s Squirt Shower 2
- 2007: Flower’s Squirt Shower 3
- 2008: Flower’s Squirt Shower 4
- 2009: Jada Fire is Squirtwoman 3
- 2010: Squirt Gangbang 4
- 2011: Big League Squirters
- 2012: Lesbian Bukkake 17
- 2013: Seasoned Players 17: The Squirting Edition
- 2014: Squirt Gasms!
- 2021: Squirt on Me

#### Best Specialty Release – Other Genre
- 1991: Life in the Fat Lane
- 1993: The Legend of Katoey Island
- 1994: A Scent of Leather
- 1995: The Lovers Guide: Better Orgasms
- 1996: Leg Tease
- 1997: High Heeled and Horny 4
- 1998: Hardcore Male/Female Oil Wrestling
- 1999: Strange Life: The Breech
- 2000: Barefoot Confidential 2
- 2001: Barefoot Confidential 8
- 2002: Barefoot Confidential 13
- 2003: Internal Affairs 5
- 2004: Chunky on the Fourth of July
- 2005: Cytherea Iz Squirtwoman
- 2006: Chunky Housecall Nurses 2
- 2007: Horny Hairy Girls 22
- 2008: Cum on My Tattoo 3
- 2009: Milk Nymphos 2
- 2010: Asses of Face Destruction 5
- 2011: Asses of Face Destruction 9
- 2012: Bush
- 2013: Brand New Faces 35: Curvy Edition
- 2014: Evil BBW Gold 3
- 2015: Bonnie Rotten Is Squirtwoman
- 2016: Cum Inside Me
- 2017: Marshmallow Girls 4

#### Best Specialty Tape
- 1984: The Best of Alex de Renzy
- 1985: Alex de Renzy’s Dirty Girls

#### Best Specialty Series
- 2006: Cum Drippers
- 2009: Taboo
- 2010: Fishnets
- 2011: Barefoot Confidential

#### Best Specialty Series – Big Bust
- 2007: Boob Bangers
- 2008: Big Natural Breasts
- 2009: Big Wet Tits
- 2010: Big Tits at School
- 2011: Big Tits at School
- 2012: Big Tits in Uniform
- 2013: Boobaholics Anonymous
- 2014: Big & Real

#### Best Specialty Series – Big Butt
- 2009: Big Wet Asses
- 2010: Big Wet Asses
- 2011: Big Ass Fixation
- 2012: Phat Bottom Girls
- 2013: Big Wet Asses
- 2014: Phat Ass White Girls

#### Best Specialty Series – MILF
- 2007: MILF Seeker
- 2008: Momma Knows Best
- 2009: Seasoned Players
- 2010: Seasoned Players
- 2011: Seasoned Players
- 2012: Seasoned Players
- 2013: MILFs Like It Big
- 2014: My Friend’s Hot Mom

#### Best Specialty Series – Squirting
- 2007: Flower’s Squirt Shower
- 2008: Jada Fire Is Squirtwoman
- 2009: Jada Fire Is Squirtwoman
- 2010: Storm Squirters
- 2011: Squirtamania

#### Best Specialty Series (Other Genre)
- 2007: Adorable Girls
- 2008: Jack’s Leg Show
- 2009: Taboo
- 2010: Fishnets
- 2011: Barefoot Confidential
- 2012: Buttman's Stretch Class
- 2013: Mother-Daughter Exchange Club
- 2014: Evil BBW Gold
- 2015: Fetish Fanatic
- 2016: Big Tit Cream Pie
- 2017: Schoolgirl Bound

#### Adult Video Nudes Award
- 1985: Looking Good, A.B. Video
- 2000: Kid Vegas: Whoremaster, X-Traordinary Pictures/Legend
- 2001: Kid Vegas: Trenchcoat Pornographer, X-Traordinary Pictures/Legend
- 2002: The Amazing Ty 19: Peehole Gangbang, Sticky Video
- 2003: The Amazing Norma Stitz, Big Top Video

### Marketing Awards

#### Best Porn Star Website
- 2011: JoannaAngel.com
- 2012: BobbiStarr.com
- 2013: JoannaAngel.com
- 2014: AsaAkira.com und JoannaAngel.com (Doppelehrung)
- 2015: JoannaAngel.com
- 2016: JoannaAngel.com
- 2017: TashaReign.com

#### Best New Imprint
- 2015: Airerose Entertainment
- 2016: Tushy
- 2017: Vixen
- 2018: Pure Taboo
- 2019: Blacked Raw

#### Best New Line
- 2009: Spearmint Rhino Films
- 2010: Reality Junkies
- 2011: The Ass Factory, Jules Jordan Video
- 2012: Extreme Comixxx
- 2013: Hard Candy Films/Girl Candy Films/TransRomantic
- 2014: Skow for Girlfriends Films

#### Best DVD Packaging
- 2004: Rawhide
- 2005: Millionaire

#### Best Packaging
- 2006: Catherine
- 2007: Tailgunners
- 2008: Janine Loves Jenna
- 2009: Fallen
- 2010: Operation: Tropical Stormy
- 2011: Body Heat
- 2012: This Ain’t Ghostbusters XXX 3D
- 2013: Birds of Prey XXX: A Sinister Comixxx Parody
- 2014: Underworld

#### Best Packaging Innovation
- 2008: The Exquisite Multimedia Lighted Boxes
- 2009: Burn
- 2010: The 8th Day
- 2011: Malice in Lalaland

#### Best Online Marketing Campaign – Company / Company Image
- 2007: DigitalPlayground.com
- 2008: ClubJennamovies.com, Club Jenna
- 2009: EvilAngel.com

#### Best Online Marketing Campaign – Individual Project
- 2007: Sacred Sin
- 2008: Debbie Does Dallas … Again
- 2009: Roller DollzXXX.com

#### Best Overall Marketing Campaign – Company Image
- 2005: ClubJenna
- 2006: ClubJenna
- 2007: ClubJenna
- 2008: Vivid Entertainment Group
- 2009: Digital Playground

#### Best Overall Marketing Campaign – Individual Project
- 2005: 1 Night in Paris
- 2006: Mary Carey’s Dinner with President Bush
- 2007: Sacred Sin
- 2008: Coming Home
- 2009: Pirates II: Stagnetti’s Revenge

#### Best Retail Website / Web Retail Store
- 2005: WantedList.com
- 2006: AdultDVDEmpire.com
- 2009: AdamEve.com
- 2010: AdultDVDEmpire.com
- 2014: AdamEve.com
- 2015: AdamAndEve.com
- 2016: AdultEmpire.com
- 2017: AdultEmpire.com
- 2018: AdultEmpire.com
- 2019: DallasNovelty.com
- 2020: AdultEmpire.com
- 2021: AdultEmpire.com
- 2022: Bellesa Boutique
- 2023: PinkCherry.com
- 2024: PinkCherry.com
- 2025: AdultEmpire.com

#### Best Retail Website – Rentals
- 2007: WantedList.com
- 2008: SugarDVD

#### Best Retail Website – Sales
- 2007: AdultDVDEmpire.com
- 2008: Adult DVD Empire

#### Best Renting Title / Release of the Year
- 1988: Traci, I Love You
- 1989: The Devil in Mr. Holmes
- 1990: The Nicole Stanton Story
- 1991: Pretty Peaches 3
- 1992: The Masseuse
- 1993: Chameleons
- 1994: New Wave Hookers 3
- 1995: John Wayne Bobbitt: Uncut
- 1996: Latex
- 1997: Shock
- 1998: New Wave Hookers 5
- 1999: Pam & Tommy Lee: Hardcore & Uncensored
- 2000: Devil in Miss Jones 6
- 2001: Dream Quest
- 2002: Island Fever
- 2003: Briana loves Jenna
- 2004: The Fashionistas
- 2005: 1 Night in Paris
- 2006: The Masseuse
- 2007: Pirates
- 2008: Debbie Does Dallas Again

#### Best Selling Title / Release of the Year
- 1988: Traci, I Love You
- 1989: Miami Spice II
- 1990: The Nicole Stanton Story
- 1991: House of Dreams
- 1992: New Wave Hookers 2
- 1993: Chameleons
- 1994: Hidden Obsessions
- 1995: John Wayne Bobbitt: Uncut
- 1996: Latex
- 1997: Shock und The World’s Biggest Gangbang 2 (Doppelehrung)
- 1998: Zazel
- 1999: Pam & Tommy Lee: Hardcore & Uncensored
- 2000: The Houston 620
- 2001: Dream Quest
- 2002: Snoop Dogg’s Doggystyle
- 2003: Briana loves Jenna
- 2004: Snoop Dogg’s Hustlaz: Diary of a Pimp
- 2005: 1 Night in Paris
- 2006: 1 Night in China
- 2007: Pirates
- 2008: Pirates

#### Best Selling Title of the Year
- 2009: Cheerleaders
- 2010: Pirates 2: Stagnetti's Revenge
- 2011: Batman XXX: A Porn Parody
- 2013: Star Wars XXX: A Porn Parody

#### Best Advertisement
- 1997: Changing the Face of Adult, Vivid, July
- 1998: The World’s Luckiest Man, Hustler/Vivid

#### Best Retail Chain – Small
- 2014: Fairvilla Megastore
- 2015: The Pleasure Chest
- 2016: Good Vibrations
- 2017: Babeland
- 2018: Inz & Outz
- 2020: Fairvilla Megastore
- 2021: Chi Chi LaRue’s
- 2022: Chi Chi LaRue’s
- 2023: Circus of Books
- 2024: Cupid’s Closet
- 2025: Cupid’s Closet

#### Best Retail Chain – Medium
- 2017: Ambiance, The Store for Lovers
- 2018: The Pleasure Chest
- 2020: Romantic Depot
- 2021: Pleasures Colorado
- 2022: Good Vibrations
- 2023: Excitement
- 2024: Romeo & Juliet's
- 2025: Cupids Lingerie

#### Best Retail Chain – Large
- 2014: Hustler Hollywood
- 2015: Castle Megastore
- 2016: Romantix
- 2017: Lion’s Den
- 2018: Castle Megastore
- 2020: The Lion’s Den
- 2021: Romantix
- 2022: Romantix
- 2023: Lion’s Den
- 2024: Lion’s Den
- 2025: Lion’s Den

#### Best Boutique
- 2011: Eve’s Garden und Babeland (Doppelehrung)
- 2012: Good Vibrations
- 2013: Feelmore 510
- 2014: The Tool Shed
- 2015: The Stockroom/Syren
- 2016: Early to Bed
- 2017: Cupid's Closet
- 2018: Pepper’s Parties Too
- 2019: Chi Chi LaRue’s
- 2020: Skitzo Kitty
- 2021: As You Like It
- 2022: Trystology
- 2023: Pepper
- 2024: Museum of Sex, NYC
- 2025: Spanky’s

#### Best Virtual Reality Product/Site
- 2018: BadoinkVR.com
- 2019: NaughtyAmericaVR.com

### Pleasure Products Awards

#### Best Enhancement Manufacturer
- 2024: Sensuva
- 2025: Kanha Sutra

#### Best Fetish Manufacturer
- 2024: XR Brands
- 2025: Liberator

#### Best Lingerie or Apparel Line
- 2024: Barely Bare
- 2025: Radiance

#### Best Lubricant Brand
- 2024: Swiss Navy
- 2025: Sliquid

#### Best Pleasure Product Manufacturer – Large
- 2024: XR Brands
- 2025: Fleshlight

#### Best Pleasure Product Manufacturer – Medium
- 2024: Motorbunny
- 2025: Aneros

#### Best Pleasure Product Manufacturer – Small
- 2024: OEJ Novelty
- 2025: Our Erotic Journey

### Einmalig verliehene Preise
- 2003: Special DVD Recognition Award: WADD – The Life & Times of John C. Holmes – Cass Paley
- 2005: Best VHS Packaging: Island Fever 3
- 2005: Best Box Cover Concept: The Chunky Whisperer
- 2005: Best Marketing Website: EvilAngel.com
- 2006: AVN Special Achievement Award: The Fashionistas Live Show
- 2006: Best On-Line Marketing Campaign: PiratesXXX.com
- 2007: Contract Star of the Year: Stormy Daniels
- 2007: Best Hard-Edged All-Sex Release: Slave Dolls 2
- 2007: Best Mainstream Adult Release: Pornography: The Secret History of Civilization
- 2010: Best Alternative Series: Naked College Coeds
- 2012: Best All-Sex/Vignette Series: The Bombshells
- 2012: Best All-Sex Release, Mixed Format: Bobbi’s World
- 2013: Visionary Award: Phil Harvey
- 2014: Best Safe Sex Scene: Jessica Drake & Brad Armstrong – Sexpionage: The Drake Chronicles
- 2014: Best Adult Distributor: Entrenue
- 2015: Best Non-Feature: Flesh Hunter 12
- 2016: Best T/A Movie: Bra Busters 6
- 2019: Foreign Director of the Year: Rocco Siffredi
- 2020: Best All-Girl Gonzo/Anthology Production: Girlcore: Season 1
- 2020: Best All-Girl Narrative Production: Teenage Lesbian
- 2020: Best Director – Gonzo/Anthology Production: Jules Jordan – Angela White: Dark Side
- 2020: Best Sexual Barter Production: Girls Under Arrest 2
- 2021: Best Quarantine Sex Scene: Kristen Scott, Whitney Wright, Alina Lopez, Aidra Fox, Kenna James & Kendra Spade – Teenage Lesbian: One Year Later

### Special Awards

#### Reuben Sturman Memorial Award
- 1988: Paul Vatelli
- 1989: Hal Freeman, Hollywood Video, Martin Rothstein, Model Distributors, Steve Toushin, Bijou Video, für rechtliche Auseinandersetzungen im Namen der Pornoindustrie
- 1990: Caballero Home Video
- 1991: First Amendment Lawyers Association, General Video Of America, Philip Harvey und Adam & Eve, zwanzigjähriges Jubiläum von Deep Throat
- 1992: Paul Thomas und Vivid Video, für Loyalität zum Pornofilmgenre
- 1994: Howie Wasserman, Paul Wisner, Bruce Walker und Ron Wasserman, Gourmet Video; Sidney Niekerk und Jack Gallagher, Cal Vista Video; Michael Warner und Ron Zdeb, Great Western Litho; Marty Feig, Las Vegas Video; Susan Colvin, Don Browning und Christian Mann, Video Te
- 1995: John Stagliano und Evil Angel Productions
- 1996: Ed Powers
- 1997: Mark Stone und Gary Miller zu ihrem zehnjährigen Jubiläum der Produktion der AVN Awards Show; Berth Milton und Robert Tremont, Private USA, für ihren bahnbrechenden Erfolg mit Private Video
- 1998: Christy Canyon, David F. Friedman, Al Goldstein
- 1999: Larry Flynt, Larry Flynt Publications; Sharon Mitchell, Adult Industry Medical (AIM); Shane, Produzent/Regisseur, Shane’s World; Eddie Wedelstedt, Goalie Entertainment
- 2000: David Sturman, General Video of America West
- 2001: Ed Powers, Ed Powers Productions; Mark Kernes, Senior Editor, AVN
- 2002: Gloria Leonard, frühere Präsidentin AVA und Free Speech Coalition; Elyse Metcalf, Retailer Elyse’s Passion
- 2003: Mel Kamins, General Video of America, Cleveland
- 2005: Harry Mohney, Déjà Vu Showgirls
- 2006: Robert und Janet Zicari, Extreme Associates
- 2008: Jeff Steward (JM Productions), Rondee Kamins (General Video of America)
- 2011: John Stagliano
- 2013: Lasse Braun